# 南海诸岛

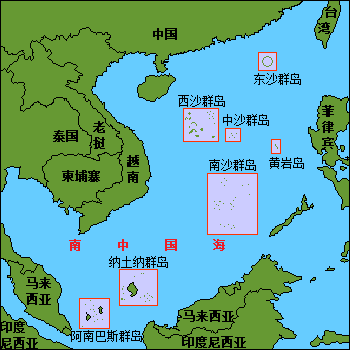
南海地圖上不同的群島

南海諸島，指南海“袋形断续线”范围内280座以上岛礁、沙洲、暗礁、暗沙和暗滩的总称，分为东沙群岛、西沙群岛、中沙群岛、南沙群岛等四大群岛。南北范围1800公里、東西900多公里，北起北卫滩、西起万安滩、南至曾母暗沙、东止黄岩岛。漢代以降，南海诸岛先後有“涨海崎头”、“珊瑚洲”、“千里长沙”、“万里石塘”等名稱。南海诸岛所属目前处于复杂的主权争议，中華人民共和國、中華民國、馬來西亞、菲律賓、越南、汶萊等沿海国家及执政政权均在此声索主权。

## 地貌地质
南海诸岛除个别火山外均由珊瑚礁组成。主要有珊瑚岛34座，火山岛1座，沙洲13座，总面积约12平方千米。岛洲面积一般0.1～0.5平方公里，海拔2～6公尺；最高的是石岛，海拔不过15公尺。
南海诸岛的珊瑚礁以环礁为主，台礁（桌礁）次之。环礁内抱潟湖（礁湖），发育在环礁边缘的岛洲，外临深海，内濒浅湖。岛洲在环礁中的分量很少，如郑和环礁边缘只有太平岛、鸿庥岛和敦谦沙洲，岛州总面积仅为郑和环礁的1/4,000。台礁无潟湖，岛洲发育在台礁中部，周临深海，如西沙群岛的中建岛（半路峙）、南沙群岛中的西月岛（红草峙）和南威岛（鸟子峙）。 
南海大陆坡和大陆架具有大陆型地壳（硅铝壳），基底是中生代和古生代的花岗岩和变质岩。新生代喜马拉雅运动期，曾发生断裂活动和火山爆发，并形成一系列东北—西南向的断裂和构造脊。中沙大环礁东侧的深大地壳断裂带（硅镁层断裂），为陆壳和洋壳接触处。
南沙群岛主要有两条构造脊：道明群礁–永暑礁–南威岛–万安滩，礼乐滩–安塘滩–榆亚暗沙–安渡滩–南康暗沙。火山岩和火山物质见于西沙群岛的高尖石，南沙群岛的赤瓜礁、石盘仔和无乜礁。 
南海深海盆具有大洋型地壳（硅镁壳），为基性玄武岩类所组成，地壳较薄，厚6～10千米，莫霍面深10～14千米，沉积层亦较薄。海盆中分布有海山或火山，上覆珊瑚礁，如黄岩岛（民主礁）和宪法暗沙。

## 气候
南海诸岛属热带季风气候。年平均气温东沙为25.3℃，永兴岛26.5℃，太平岛27.9℃。年温差小，由东沙岛的8℃，永兴岛的6.1℃递减到太平岛的2.2℃。极端低温东沙岛约10℃，永兴岛13.9℃，太平岛22.4℃。表层海水年平均24～28℃。夏季长达9～12个月，极高温永兴岛34.9℃，太平岛35.0℃，东沙岛36.1℃。 
植物种类较少。西沙群岛有植物213种，隶属57科154属。其中166种野生植物，47种栽培植物。可种植甘薯、玉米、花生等蔬菜。

## 歷史

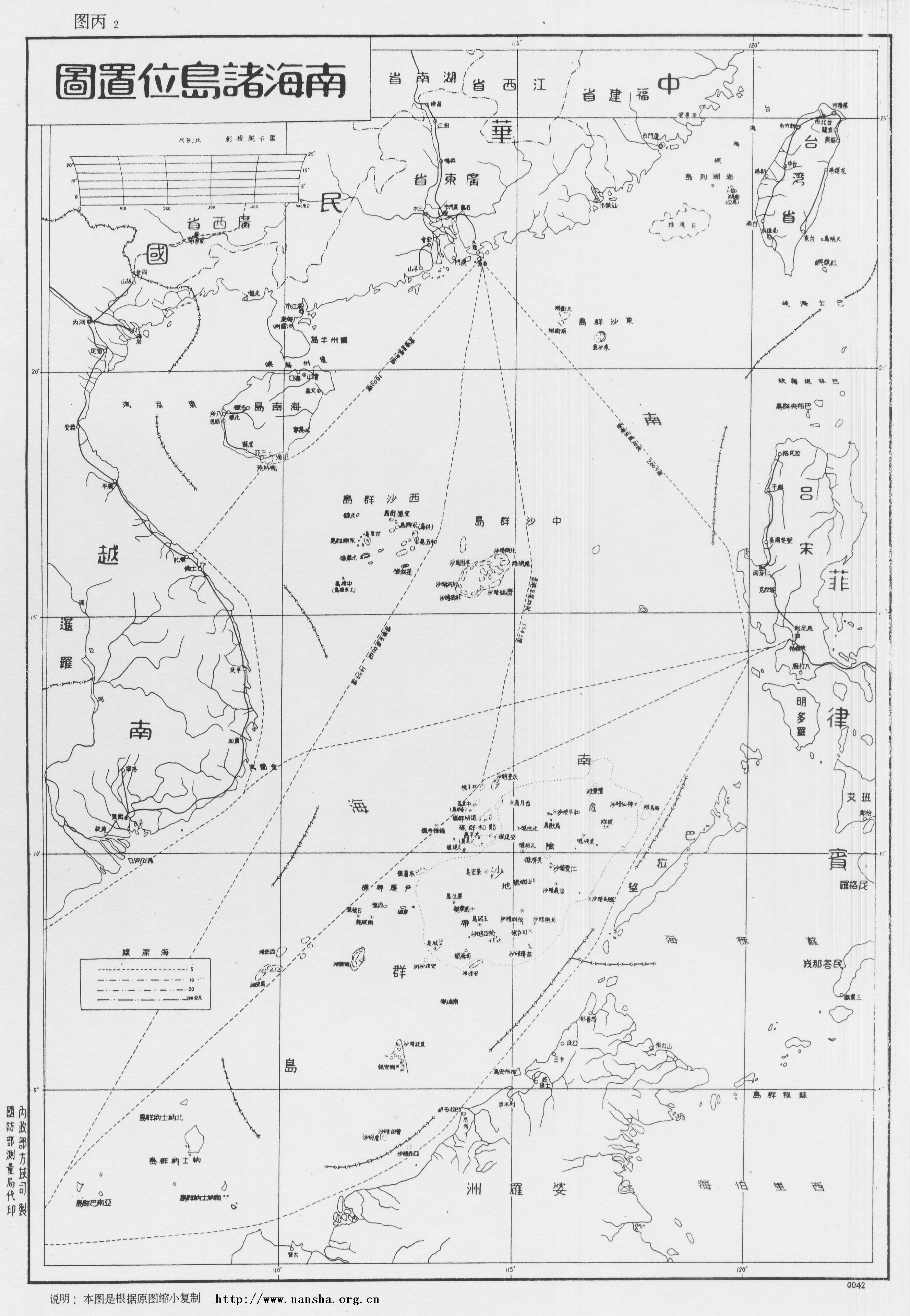
1947年中華民國内政部发布的南海诸岛位置图

《尚书·禹贡》中有“南海”名称。《诗经·江汉》：于疆于理，至于南海。《山海经·海内南经》载：鬱水出湘陵南海。
1992年，中央民族学院副教授、考古学家王恒杰在太平岛上发现秦汉米字压印纹硬陶片、汉代朱字压印纹陶片、宋代青瓷片、明末清初的团凤朵云残片、东汉五铢钱等文物。
汉武帝元鼎六年（前111年），汉武帝遣伏波将军路博德、楼船将军楊僕平定南越。次年，以其地设南海、苍梧、郁林、合浦、交趾、九真、日南、珠崖、儋耳等九郡。其中，珠崖、儋耳两郡在海南岛，轄南海諸島，並派水師巡視西沙。
東漢楊孚《異物志》載「漲海崎頭，水淺而多磁石」。“涨海”为南海，“崎头”为島、礁、沙、灘。三國東吳康泰著《扶南傳》提到南沙群島，“漲海中，到珊瑚洲，洲底有盤古，珊瑚生其上也。”万震著《南国异物志》载，“句椎去典遨游八百里，有江口，西南向，东北行，极大崎头，出多磁石”。“玳瑁如龟，生南海”。
东晋时，著名高僧法显撰写《佛国记》记载从印度返回广州的航程，其中从爪哇取道南海只需50天。
隋炀帝派常骏、王君政等经南海海域抵达赤土国。《旧唐书·地理志》载：“振州（今海南三亚）……南至大海……东南至大海二十七里，西南至海千里”。
唐、宋时期歷史地理著作將西沙和南沙群島相繼命名為「九乳螺洲」、「石塘」、「長沙」、「千里石塘」、「千里長沙」、「萬里石塘」、「萬里長沙」等。宋元明清四代，以「石塘」、「長沙」為名記述。《海南省况大全》记录，近年在西沙群岛的永兴和九礁等11个岛屿和礁盘上，发现了南北朝（主要是南朝）的六耳罐、陶环及隋、唐、宋、元、明、清的陶瓷器2000余件，产地多为今广东、福建、江西等地。《宋会要辑稿·占城国》记载：「……数日，主占城界，十日过洋情，东南有石塘，名曰万里，其洋或深或浅，水急礁多，舟覆翻者十七八」。宋周去非《岭外代答》载「长沙、石塘数万里」，「历上下竺与交洋，乃至中国之境。
南宋端宗皇帝曾逃到西沙群岛避难。
元朝至元十六年（1279年），元世祖忽必烈委派同知太史院士郭守敬主持全国性“四海测验”，往南海某岛屿上观测其纬度，《廣輿圖》把西沙群島標為「千里長沙」，南沙群島標為「萬里石塘」。汪大渊所著《岛夷志略》称南海诸岛为万里石塘。至元二十九年（1292年），元世祖派遣大将史弼领兵五千远征爪哇。《元史》载元军「发泉州，……过七洲洋，万里石塘（南沙群岛），历交趾，占城界」巡辖了南沙群岛。
明朝，王佐《琼台外记》载，万州辖有“长沙”“石塘”。《坤輿萬國全圖》（傳入日本的上色版）將南沙群島標註為「萬里長沙」。《混一疆理歷代國都之圖》中標有石塘、長沙和石塘。《海南衛指揮僉事柴公墓誌鉻》載，「廣東瀕大海，海外諸國皆內屬」，「公統兵萬餘，巨艦五十艘」，巡邏「海道幾萬里」。《广东通志》载“督发兵船出海防御……自东莞南亭门放洋，至鸟潴、独潴、七洲三洋，星盘坤未针，至外罗。” 
清朝，設崖州協水師營，「崖州協水師營分管洋面，東自万州東澳港起，西至昌化縣四更沙止，共巡洋面一千里，南面直接暹羅、占城夷洋」。《更路簿》載海南島漁民所習用的南沙群島各個島、礁、灘、洲的地名具體方位，其中南沙計73個地名。 
清朝将南沙群岛标绘在地圖上，1724年的《清直省分圖》之《天下總輿圖》、1755年《皇清各直省分圖》之《天下總輿圖》、1767年《大清萬年一統天下全圖》、1810年《大清萬年一統地量全圖》、1817年《大清一統天下全圖》和1895年印行的《古今地輿全圖》等許多地圖均將南沙群島列入中國版圖。一些清朝的外交官員如駐英使節郭嵩燾亦指出西沙群島屬於中國。越南持否定态度，2012年7月越南国家博物馆公布一份清朝地图（原圖為《皇朝直省輿地全圖》，此圖僅包括部分清代直省地區，並非全圖），指地图未包括南海岛屿。 
在清代官方文籍中，如1676年兩廣總督金光祖纂修的《廣東通志》山川·萬州條，1725年經筵講官、戶部尚書蔣廷錫等校修、1726年雍正皇帝御序的《欽定古今圖書集成》職方典·瓊州府山川考二·萬州條，1731年廣東總督郝玉麟等修纂的《廣東通志》山川·萬州條，1822年兩廣總督阮元總裁、廣東巡撫李鴻賓等監修的《廣東通志》山川略十三·瓊州府萬州條，1679年萬州知州李炎等原著、1819年萬州知州汪長齡主修、1828年萬州知事胡端書續修的《萬州志》川條， 1841年明誼修、張岳崧編纂的《瓊州府志》萬州海防條等官方文籍，均把“千里長沙、萬里石塘”列入廣東省瓊州府万州轄治範圍內。
中國人民至遲明初就到南沙群島從事開發漁業生產。早在明代，有海口港、舖前港和清瀾港漁民及文昌縣漁民到南沙群島去捕撈海參等物。
1868年《中國海指南》記載了中國漁民在南沙群島活動情況，鄭和群礁有「海南漁民，以捕取海參，貝殼為活，各島都有其足跡，亦有久居礁間者，海南每歲有小船駛往島上。攜米糧及其他必需品，與漁民交換參貝。船於每年十二月或一月離海南，至第一次西南風起時返。」清末以來，中國海南島和雷州半島各地漁民都有人到南沙群島去捕魚，其中以文昌、瓊海兩縣最多，每年僅從此二地去的漁船就各有十幾條到二十多條。
民國以來中國漁民開發經營南沙群島的史實，中外史料均有記載。日本小倉卯之助《暴風之島》記載1918年他組織的探險隊到達北子島時發現三位文昌縣海口人。1933年日本三好和松尾到南沙調查時看到北子島有中國人2名、南子島有中國人3名住在那裡。日本《新南群島概況》記載，中業島有漁民「栽種之甘藷」，「昔時有中華民國漁民居住於此島，並種植椰子、木瓜、蕃薯和蔬菜等」。
越南的漁夫和商人也探索南海諸島，但由於並非正式的行動且記錄不足。越南政權立了黃沙隊開拓南海諸島的產物。兩個群島叫黃沙與萬里長沙。《天南四至路圖書》（1686年）阮主時期，回來後黃沙隊入營納產物。西山時代，河蓼請求朝廷立黃沙隊與桂香隊例行去兩沙。1786年2月14日，朝廷令黃沙隊長的會德侯調動水軍號的四個船去兩沙。1803年7月，嘉隆又立黃沙隊與北海隊去兩沙確立主權的插旗了開拓產物。《大南實錄正編》曰封武文富做沙旗海的首馭招募外籍民以立黃沙隊。

中華民國設置的海南特別行政區

南海诸岛在1911年中華民國成立時歸於廣東省，之後則成為海南特別行政區的一部分。1930年代，根據19世紀對印度支那的佔領，法國要求南沙群島的主權，並與英國做了交換。第二次世界大戰中，南海諸島在1939年被日本所合併。
1939年，日本將法國軍隊驅逐出南海群島，開始了長達七年的佔領。二戰結束后，1946年，中華民國政府重行接收南海諸島。
1946年9月13日，國民政府行政院将1930年代命名的南沙群岛改名为中沙群岛，将团沙群岛改名为南沙群岛。11月，行政院令海軍总司令部、内政部协助广东省政府接收南海诸岛，並派太平艦、中業艦接收团沙群岛，永兴舰、中建艦接收西沙群岛，同年12月任务完成，为纪念太平舰、永兴舰之行，奉命将长岛改名为太平岛，林岛改名为永兴岛。广东省政府以西鸟岛又名斯巴特列岛，远处南疆，特改为南威岛。
1947年1月17日，法國軍艦「東京號」到西沙群島；1月18日，中國駐法國大使錢泰發表聲明：西沙群島屬於中國:8269。1月19日，法國軍艦在西沙群島登陸；外交部長王世約見法國駐華大使梅里靄，就法國軍艦「東京號」在西沙群島登陸一事，鄭重表示西沙群島之主權屬於中國:8270。1月21日，國防部長白崇禧宣稱：「西沙群島主權屬於我國，不僅歷史、地理上有所根據，且教科書上亦早載明。去年敵人投退出該群島後，我政府即派兵收復。本月10日有法國偵察機一架飛臨偵察，18日復有法國軍艦一艘駛至群島中最主要一島，我守軍當即表示守土有責，不許其登陸，並責令其退走。」:82711月24日，法軍再度登陸西沙群島，中國政府對法國政府提出嚴重抗議，並派軍艦馳赴西沙群島巡視:8272。1月26日，外交部情報司長何鳳山稱：西沙群島主權屬於中國，漢馬伏波曾到該群島，清宣統二年李准亦懸旗嗚炮，正式成為中國領土；根據1887年中法條約規定，紅線以東屬於中國，故無論在歷史上、地理上，西沙群島均為中國領土；法軍之登陸，無疑係屬非法:8273。1月27日，西貢法國當局向報界發表關於西沙群島爭端之聲明，略謂：「法軍艦『東京號』載有少數軍隊，一部分奉命在波西島登陸，其餘在拔陶兒島登陸。上述兩島有1938年法軍所建軍隊營房、碼頭及氣象站，可見主權屬於法國。」:82731月28日，中國外交部照會法國駐華大使，抗議法軍入侵中國西沙群島珊瑚島:8274。1月29日，中國外交部次長劉鍇在中國國民黨中央宣傳部記者招待會上鄭重否認法國政府外交部聲明中謂中國於1938年同意法國佔領西沙群島之說；稱中國於彼時僅重申其一向立場，中國對該島之主權，為無可爭議者:8275。2月28日，國民政府完成接收西沙、中沙、南沙群島任務:8298。4月29日，中國外交部與內政部、海軍總司令部會商確保南海島嶼對策:8344。5月21日，「永興」、「中業」兩軍艦駛抵南沙群島之太平島，駐守南疆:8358。
1947年11月，内政部编制《南海诸岛新旧名称对照表》正式公布。团沙群岛改为南沙群岛，原曰之南沙群岛则改为中沙群岛。12月1日，內政部核定公布南海各島名稱，這些島礁是中國固有領土，自經國防部會同各有關機關接收後，整頓竣事，由內政部命名：一、東沙群島，包括東沙島等三島；二、西沙群島，包括：（甲）永樂群島，其內有甘泉島、道乾群島等九處；（乙）宣德群島，其內有西沙洲、趙述島等21處；三、中沙群島，包括西門暗沙等29處；四、南沙群島，包括：（甲）危險地帶以西各島礁，其內有雙子礁等27處；（乙）危險地帶以西東各島礁，其內有海馬灘等4處；（丙）危險地帶以南各島礁，其中有保衛暗沙等16處；（丁）危險地帶以內各島礁，其內有曾母暗沙等40處:8463-8464。

## 行政编制与主权争议
中华人民共和国成立后，1958年9月4日，中华人民共和国政府发表《关于领海的声明》，明确地对世界宣布，“西沙群岛和南沙群岛是中国领土，适用领海宽度12海里主权范围”。9月14日，越南民主共和国总理范文同向中华人民共和国总理周恩来签发外交照会，表示“承认和赞成”中国的上述声明，并承诺在国家关系中“彻底尊重”中国的领海主权。
在行政编制上，1959年3月24日，中华人民共和国政府在永兴岛设置“广东省西沙群岛、南沙群岛、中沙群岛办事处”，属海南行政区管辖；1969年改为广东省西沙、中沙、南海群岛革命委员会。1981年7月，在永兴岛设立西沙、南沙、中沙群岛办事处（为县级），作为广东省人民政府的派出机构，由海南行政区公署直接领导。1988年，海南省成立，办事处划归海南省管辖。2007年11月，设立县级三沙市，管辖西沙、南沙、中沙三个群岛，隶属海南省。2012年6月21日，设立地级三沙市，隶属海南省，政府驻永兴岛。2020年4月18日，三沙市设立西沙区、南沙区。三沙市西沙区管辖西沙群岛的岛礁及其海域，代管中沙群岛的岛礁及其海域，西沙区人民政府驻永兴岛。三沙市南沙区管辖南沙群岛的岛礁及其海域，南沙区人民政府驻永暑礁。
2002年11月，時任中華人民共和国外交部副外长王毅与东盟十国外长在柬埔寨金边第八届东盟峰会期间共同签署《南海各方行为宣言》（DOC）。
2016年7月12日，荷蘭海牙常設仲裁法院仲裁稱“中國在南海干涉捕漁、造人工島、危及船舶作業等活動違反了國際法”。中華人民共和国自仲裁程序之始宣佈不接受、不參與南海仲裁案，不承認、不執行仲裁結果，將其定義爲「一場鬧劇」。

## 岛礁地图
图例：

 中華民國  1：太平岛  2：中洲礁 

 中华人民共和国  1：永暑礁 2：美济礁  3：渚碧礁  4：华阳礁  5：南薰礁  6：赤瓜礁  7：东门礁 

 越南  1：南子礁  2：敦谦沙洲  3：鸿庥岛  4：景宏岛  5：南威岛  6：安波沙洲  7：染青沙洲  8：中礁  9：毕生礁  10：柏礁 
  11：西礁  12：日积礁  13：大现礁  14：无乜礁  15：东礁  16：六门礁  17：南华礁  18：舶兰礁  19：奈罗礁  20：鬼喊礁 
  21：琼礁  22：蓬勃堡  23：广雅滩  24：万安滩  25：西卫滩  26：李准滩  27：人骏滩  28：奥南暗沙  29：金盾暗沙

 菲律賓  1：费信岛  2：杨信沙洲  3：南钥沙洲  4：南钥岛  5：马欢岛  6：北子岛  7：中业岛  8：西月岛  9：司令礁  10：火艾礁  11：仁爱礁 

 马来西亚  1：弹丸礁  2：光星仔礁  3：光星礁  4：簸箕礁  5：榆亚暗沙  6：南海礁 

## 島礁列表

沿岸國家對南中國海的海權聲索
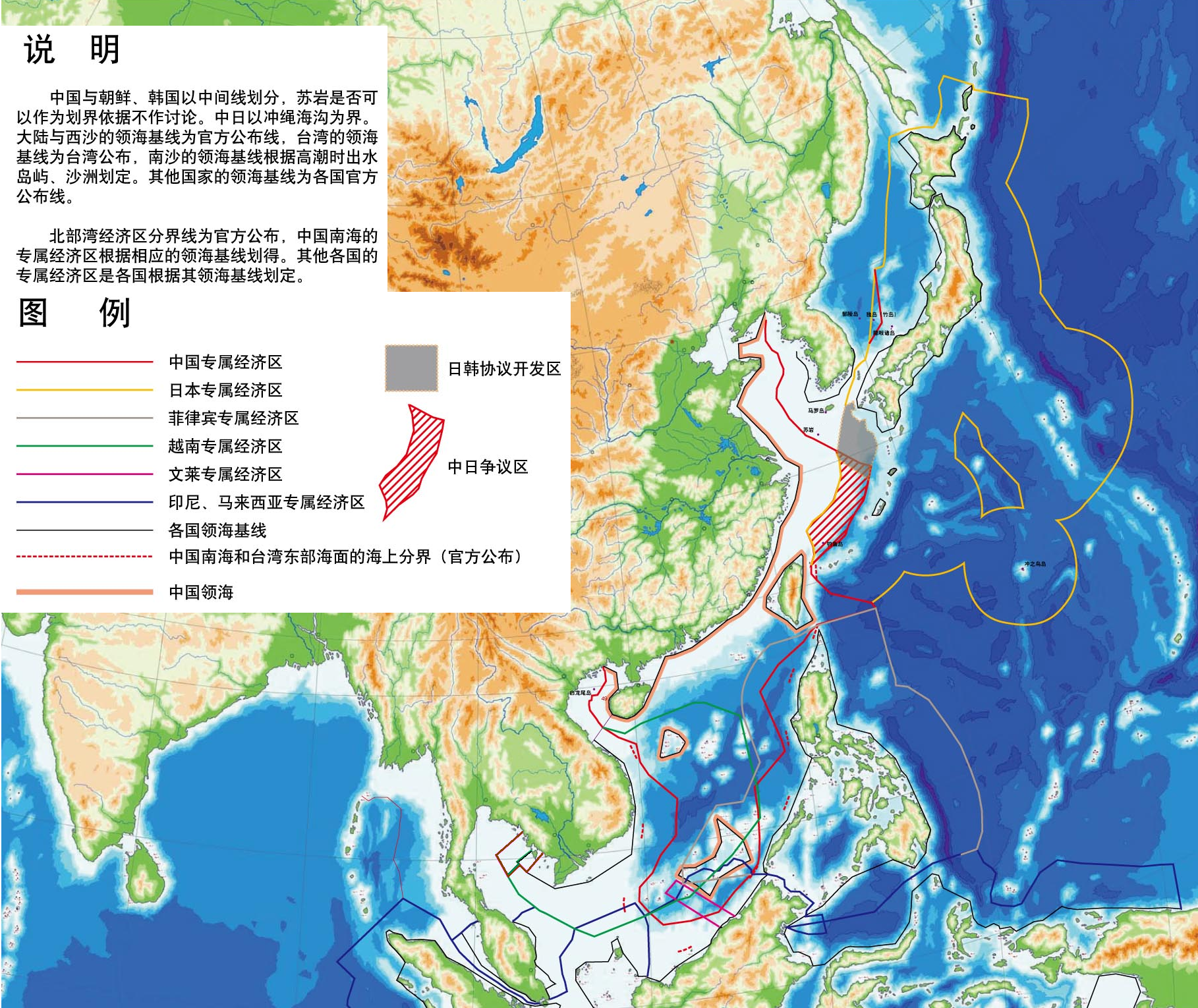
中國宣稱根据《聯合國海洋法公約》中规定的新的领海基线
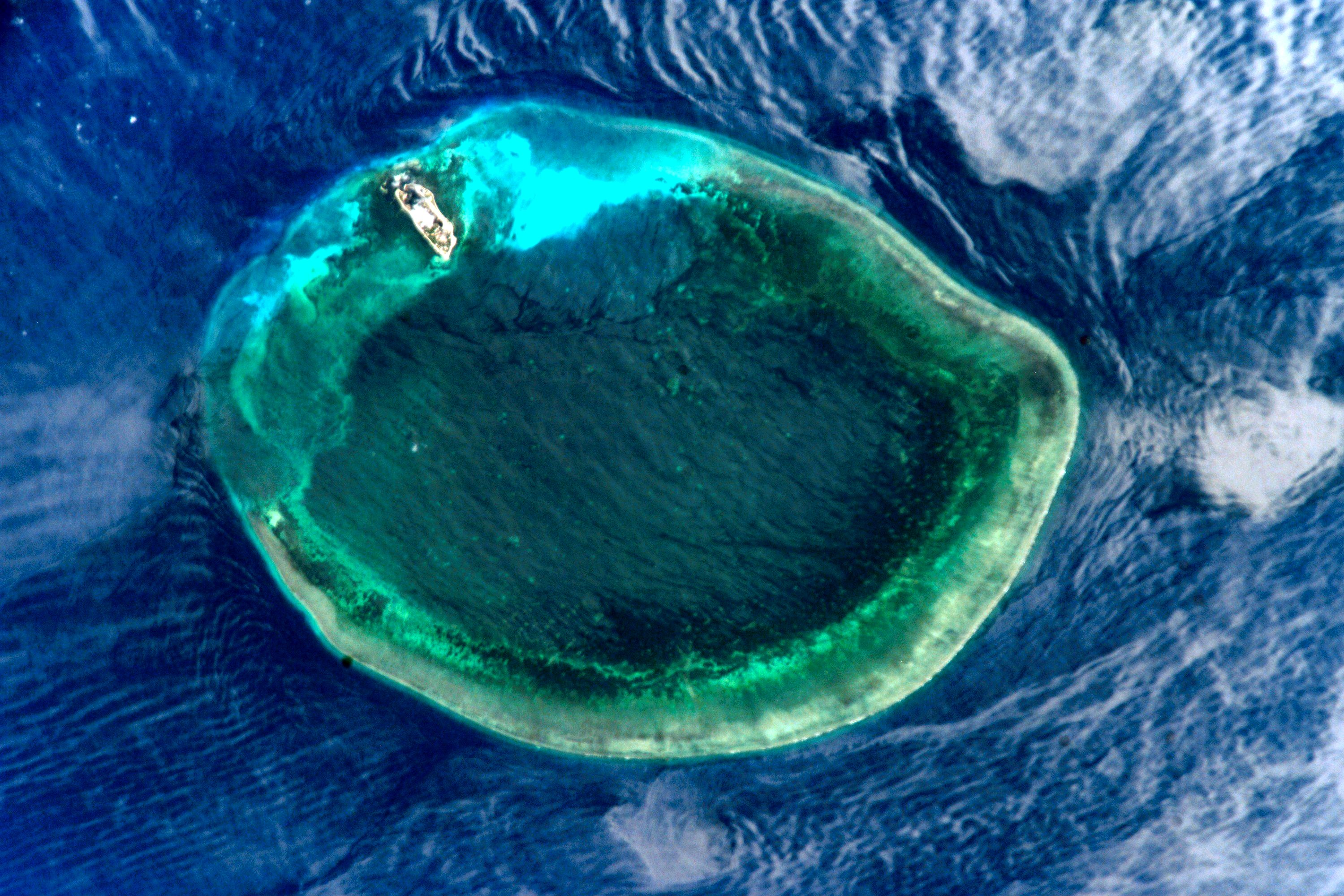
东沙群島，由中華民國管轄。
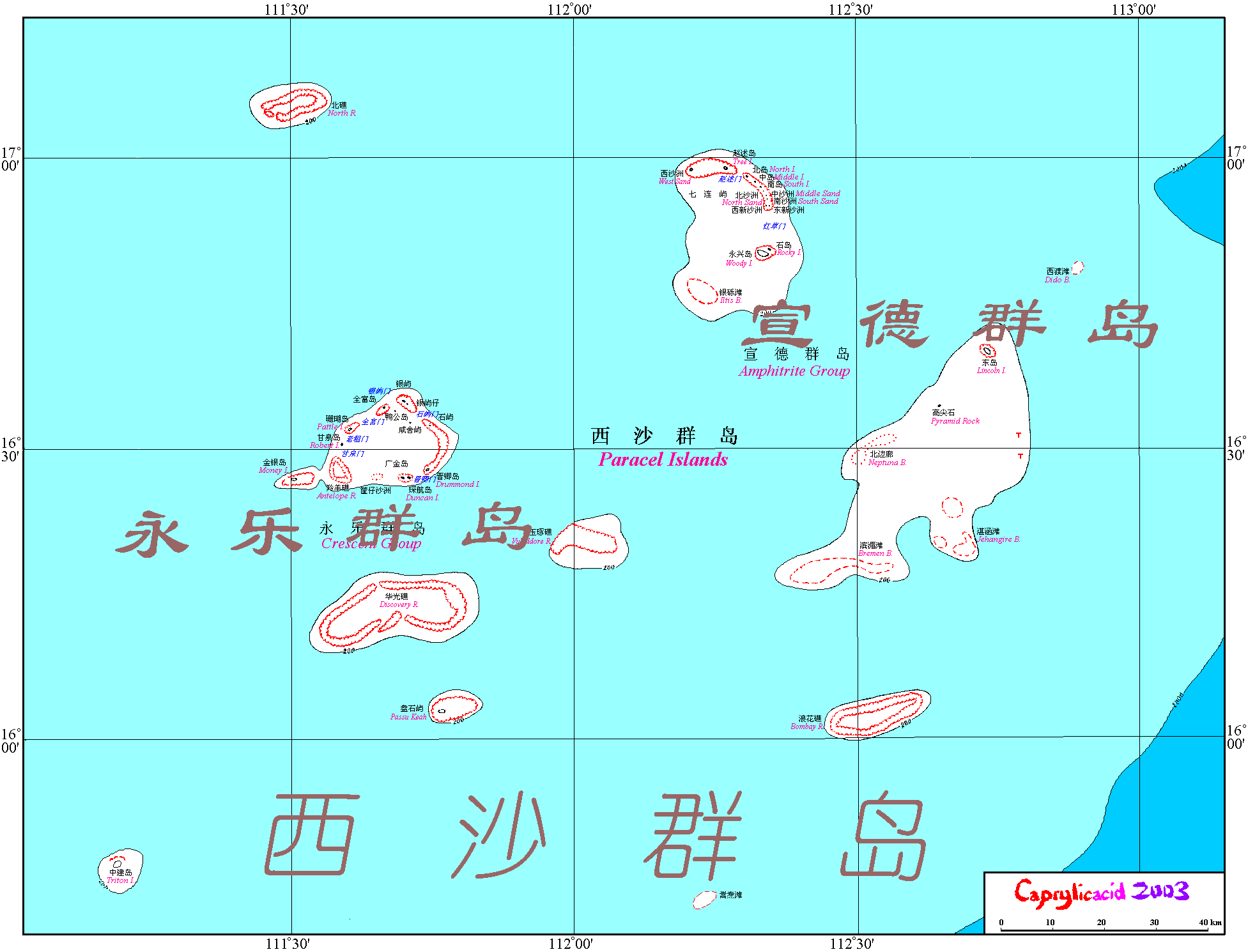
西沙群島，由中華人民共和國管轄。
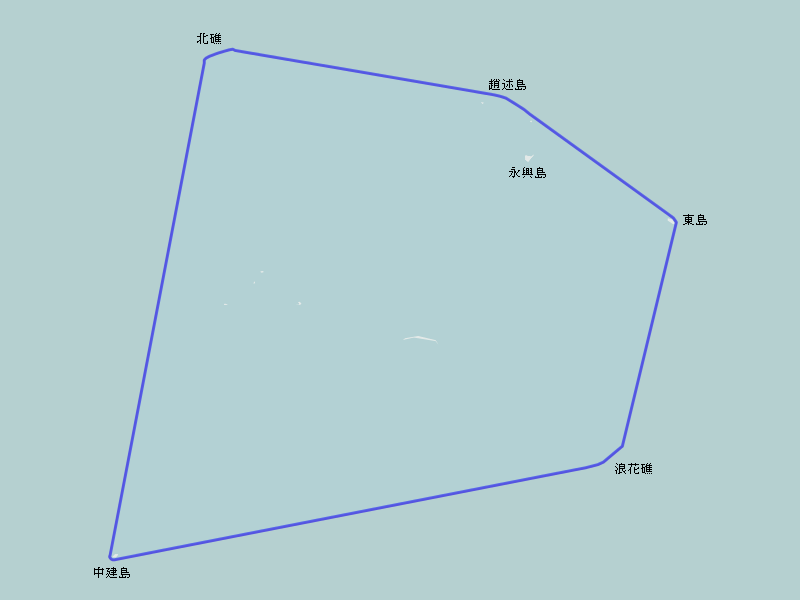
中华人民共和国對西沙標設之領海基線
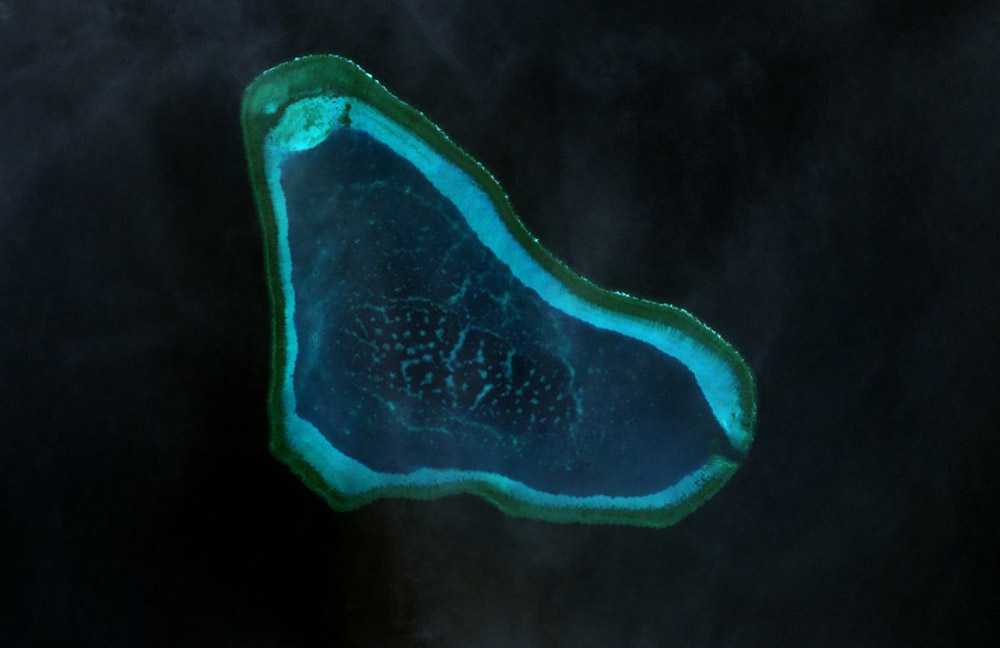
黄岩岛，由中華人民共和國管轄。

南海诸岛大多发育在南海北、西、南部大陆坡的海底台阶（海底高原）上，部分跨越南海深海盆，南端伸入南海南部的大陆架。 

### 东沙群岛
东沙群岛是南海诸岛中最北和最小的群岛。发育在水深约300米的东沙台阶上，由东沙礁、南卫滩和北卫滩组成。东沙礁西侧有两缺口，形成南、北水道，其间有东沙岛。
| 官方名称 | 官方名称 | 英语名称 | 实际控制方 | 位置                                            | 海拔（米） | 陆地面积（公顷） |
| -------- | -------- | -------- | ---------- | ----------------------------------------------- | ---------- | ---------------- |
| 东沙环礁 | 東沙島   |          | 中華民國   | 20°43′N 116°42′E / 20.717°N 116.700°E           | 0+         | 108              |
| 东沙环礁 | 东沙礁   | —        | 中華民國   | 20°40′14″N 116°54′31″E / 20.67056°N 116.90861°E | 0+         | 70               |
| 暗滩     | 北卫滩   |          | 中華民國   | 21°04′N 115°58′E / 21.067°N 115.967°E           | -60        |                  |
| 暗滩     | 南卫滩   |          | 中華民國   | 20°58′N 115°55′E / 20.967°N 115.917°E           | -58        |                  |
| 海山     | 尖峰海山 |          | 中華民國   |                                                 |            |                  |
| 海山     | 笔架海山 |          | 中華民國   |                                                 |            |                  |
| 海山     | 北波海山 |          | 中華民國   |                                                 |            |                  |

### 西沙群岛
西沙群岛是南海诸岛中岛屿最多的群岛。坐落在水深900～1,000米的西沙台阶上，由10座大、中、小环礁和台礁组成，其中4座环礁和1座台礁，其上发育有岛屿和沙洲。西沙群岛共有22岛、7沙洲、5礁、6滩等，可分为东群宣德群岛和西群永乐群岛。
东群宣德群岛由宣德环礁、东岛环礁、浪花礁和嵩焘礁组成。宣德环礁呈马蹄形，边缘有永兴岛、石岛、七连屿、银砾滩、七连屿，形成岛链，其中赵述岛和北礁间有缺口赵述门。东岛环礁有东岛、高尖石、西渡滩、湛涵滩、滨湄滩和北边廊，其中高尖石是西沙群岛中唯一的火山岛。
西群永乐群岛包括永乐环礁、北礁、华光礁、玉琢礁、盘石屿和中建岛。永乐环礁是典型的环礁，边缘有珊瑚岛、甘泉岛、金银岛、晋卿岛、琛航岛、广金岛等12岛，以及羚羊礁和筐仔沙洲。 
| 官方名称 | 官方名称 | 官方名称  | 官方名称    | 官方名称 | 英语名称 | 越南官方名称 | 实际控制方     | 位置                                                  |
| -------- | -------- | --------- | ----------- | -------- | -------- | ------------ | -------------- | ----------------------------------------------------- |
| 西沙群岛 | 宣德群岛 | 宣德 环礁 | 永兴岛 礁盘 | 永兴岛   |          |              | 中华人民共和国 | 16°50′03″N 112°20′15″E / 16.83417°N 112.33750°E       |
| 西沙群岛 | 宣德群岛 | 宣德 环礁 | 永兴岛 礁盘 | 石岛     |          |              | 中华人民共和国 | 16°51′N 112°21′E / 16.850°N 112.350°E                 |
| 西沙群岛 | 宣德群岛 | 宣德 环礁 | 七连屿      | 西沙洲   |          |              | 中华人民共和国 | 16°58′37″N 112°12′43″E / 16.97694°N 112.21194°E       |
| 西沙群岛 | 宣德群岛 | 宣德 环礁 | 七连屿      | 赵述岛   |          |              | 中华人民共和国 | 16°58′N 112°16′E / 16.967°N 112.267°E                 |
| 西沙群岛 | 宣德群岛 | 宣德 环礁 | 七连屿      | 北岛     |          |              | 中华人民共和国 | 16°58′24″N 112°18′18″E / 16.97333°N 112.30500°E       |
| 西沙群岛 | 宣德群岛 | 宣德 环礁 | 七连屿      | 中岛     |          |              | 中华人民共和国 | 16°57′36″N 112°19′36″E / 16.96000°N 112.32667°E       |
| 西沙群岛 | 宣德群岛 | 宣德 环礁 | 七连屿      | 南岛     |          |              | 中华人民共和国 | 16°56′54″N 112°20′30″E / 16.94833°N 112.34167°E       |
| 西沙群岛 | 宣德群岛 | 宣德 环礁 | 七连屿      | 北沙洲   |          |              | 中华人民共和国 | 16°56′18″N 112°20′34″E / 16.93833°N 112.34278°E       |
| 西沙群岛 | 宣德群岛 | 宣德 环礁 | 七连屿      | 中沙洲   |          |              | 中华人民共和国 | 16°56′01″N 112°20′40″E / 16.93361°N 112.34444°E       |
| 西沙群岛 | 宣德群岛 | 宣德 环礁 | 七连屿      | 南沙洲   |          |              | 中华人民共和国 | 16°55′48″N 112°20′46″E / 16.93000°N 112.34611°E       |
| 西沙群岛 | 宣德群岛 | 宣德 环礁 | 七连屿      | 东新沙洲 |          |              | 中华人民共和国 | 16°55′N 112°21′E / 16.917°N 112.350°E                 |
| 西沙群岛 | 宣德群岛 | 宣德 环礁 | 七连屿      | 西新沙洲 |          |              | 中华人民共和国 | 16°55′N 112°21′E / 16.917°N 112.350°E                 |
| 西沙群岛 | 宣德群岛 | 宣德 环礁 | 七连屿      | 三峙仔   | —        | —            | 中华人民共和国 | 16°57′00″N 112°19′48″E / 16.95000°N 112.33000°E       |
| 西沙群岛 | 宣德群岛 | 宣德 环礁 | 暗滩        | 银砾滩   |          |              | 中华人民共和国 | 16°46′36″N 112°13′50″E / 16.77667°N 112.23056°E       |
| 西沙群岛 | 宣德群岛 | 东岛环礁  | 东岛环礁    | 东岛     |          |              | 中华人民共和国 | 16°40′N 112°44′E / 16.667°N 112.733°E                 |
| 西沙群岛 | 宣德群岛 | 东岛环礁  | 东岛环礁    | 高尖石   |          |              | 中华人民共和国 | 16°34′36.5″N 112°38′32.5″E / 16.576806°N 112.642361°E |
| 西沙群岛 | 宣德群岛 | 东岛环礁  | 东岛环礁    | 北边廊   |          |              | 中华人民共和国 | 16°32′N 112°33′E / 16.533°N 112.550°E                 |
| 西沙群岛 | 宣德群岛 | 东岛环礁  | 东岛环礁    | 湛涵灘   |          |              | 中华人民共和国 | 16°25′N 112°37′E / 16.417°N 112.617°E                 |
| 西沙群岛 | 宣德群岛 | 东岛环礁  | 东岛环礁    | 滨湄滩   |          |              | 中华人民共和国 | 16°17′N 112°27′E / 16.283°N 112.450°E                 |
| 西沙群岛 | 宣德群岛 | 浪花环礁  | 浪花环礁    | 浪花礁   |          |              | 中华人民共和国 | 16°03′N 112°33′E / 16.050°N 112.550°E                 |
| 西沙群岛 | 宣德群岛 | 暗滩      | 暗滩        | 西渡滩   |          |              | 中华人民共和国 | 16°49′N 112°54′E / 16.817°N 112.900°E                 |
| 西沙群岛 | 宣德群岛 | 暗滩      | 暗滩        | 嵩焘滩   |          |              | 中华人民共和国 | 15°43′N 112°13′E / 15.717°N 112.217°E                 |
| 西沙群岛 | 永乐群岛 | 永樂环礁  | 永樂环礁    | 甘泉岛   |          |              | 中华人民共和国 | 16°30′28″N 111°35′10″E / 16.50778°N 111.58611°E       |
| 西沙群岛 | 永乐群岛 | 永樂环礁  | 永樂环礁    | 珊瑚岛   |          |              | 中华人民共和国 | 16°32′14″N 111°36′25″E / 16.53722°N 111.60694°E       |
| 西沙群岛 | 永乐群岛 | 永樂环礁  | 永樂环礁    | 金银岛   |          |              | 中华人民共和国 | 16°26′47″N 111°30′25″E / 16.44639°N 111.50694°E       |
| 西沙群岛 | 永乐群岛 | 永樂环礁  | 永樂环礁    | 琛航岛   |          |              | 中华人民共和国 | 16°27′11″N 111°42′41″E / 16.45306°N 111.71139°E       |
| 西沙群岛 | 永乐群岛 | 永樂环礁  | 永樂环礁    | 广金岛   |          |              | 中华人民共和国 | 16°27′09″N 111°42′04″E / 16.45250°N 111.70111°E       |
| 西沙群岛 | 永乐群岛 | 永樂环礁  | 永樂环礁    | 晋卿岛   |          |              | 中华人民共和国 | 16°27′51″N 111°44′33″E / 16.46417°N 111.74250°E       |
| 西沙群岛 | 永乐群岛 | 永樂环礁  | 永樂环礁    | 羚羊礁   |          |              | 中华人民共和国 | 16°27′35″N 111°35′06″E / 16.45972°N 111.58500°E       |
| 西沙群岛 | 永乐群岛 | 永樂环礁  | 永樂环礁    | 全富岛   | —        |              | 中华人民共和国 | 16°34′N 111°40′E / 16.567°N 111.667°E                 |
| 西沙群岛 | 永乐群岛 | 永樂环礁  | 永樂环礁    | 鸭公岛   | —        |              | 中华人民共和国 | 16°34′N 111°41′E / 16.567°N 111.683°E                 |
| 西沙群岛 | 永乐群岛 | 永樂环礁  | 永樂环礁    | 银屿     |          |              | 中华人民共和国 | 16°35′03″N 111°42′39″E / 16.58417°N 111.71083°E       |
| 西沙群岛 | 永乐群岛 | 永樂环礁  | 永樂环礁    | 银屿仔   | —        | —            | 中华人民共和国 | 16°35′N 111°42′E / 16.583°N 111.700°E                 |
| 西沙群岛 | 永乐群岛 | 永樂环礁  | 永樂环礁    | 咸舍屿   | —        |              | 中华人民共和国 | 16°33′N 111°43′E / 16.550°N 111.717°E                 |
| 西沙群岛 | 永乐群岛 | 永樂环礁  | 永樂环礁    | 筐仔沙洲 | —        | —            | 中华人民共和国 | 16°27′N 111°38′E / 16.450°N 111.633°E                 |
| 西沙群岛 | 永乐群岛 | 永樂环礁  | 永樂环礁    | 石屿     |          |              | 中华人民共和国 | 16°33′N 111°45′E / 16.550°N 111.750°E                 |
| 西沙群岛 | 永乐群岛 | 其他环礁  | 其他环礁    | 华光礁   |          |              | 中华人民共和国 | 16°12′52″N 111°40′22″E / 16.21444°N 111.67278°E       |
| 西沙群岛 | 永乐群岛 | 其他环礁  | 其他环礁    | 玉琢礁   |          |              | 中华人民共和国 | 16°20′51″N 112°01′23″E / 16.34750°N 112.02306°E       |
| 西沙群岛 | 永乐群岛 | 其他环礁  | 其他环礁    | 盘石屿   |          |              | 中华人民共和国 | 16°03′46″N 111°46′58″E / 16.06278°N 111.78278°E       |
| 西沙群岛 | 永乐群岛 | 其他环礁  | 其他环礁    | 北礁     |          |              | 中华人民共和国 | 17°05′N 111°30′E / 17.083°N 111.500°E                 |
| 西沙群岛 | 永乐群岛 | 台礁      | 台礁        | 中建岛   |          |              | 中华人民共和国 | 15°47′N 111°12′E / 15.783°N 111.200°E                 |

### 中沙群岛
中沙群岛包括海盆西侧的中沙大环礁，北侧的神狐暗沙和一统暗沙及深海盆上的宪法暗沙、中南暗沙等。发育在中沙台阶上的中沙大环礁全为海水所淹，由26个水深9～26米的暗沙和暗滩组成，东以51°～58°的陡坡降至水深4,000米的南海深海盆；西以2,500米的西沙东海槽与西沙台阶相隔。此外，在中沙群岛以东还有露出海面的环礁——黄岩岛。 
| 中文名称 | 中文名称   | 中文名称   | 中文名称          | 英文名称 | 經緯度                                          | 海拔（公尺） |
| -------- | ---------- | ---------- | ----------------- | -------- | ----------------------------------------------- | ------------ |
| 中沙群島 | 中沙大环礁 | 外缘       | 西门暗沙          |          | 15°58′N 114°03′E / 15.967°N 114.050°E           | 0-           |
| 中沙群島 | 中沙大环礁 | 外缘       | 本固暗沙          |          | 16°00′N 114°06′E / 16.000°N 114.100°E           | -12          |
| 中沙群島 | 中沙大环礁 | 外缘       | 美滨暗沙          |          | 16°03′N 114°13′E / 16.050°N 114.217°E           | -14          |
| 中沙群島 | 中沙大环礁 | 外缘       | 鲁班暗沙          |          | 16°04′N 114°18′E / 16.067°N 114.300°E           | -14          |
| 中沙群島 | 中沙大环礁 | 外缘       | 中北暗沙          |          | 16°06′N 114°25′E / 16.100°N 114.417°E           | -12          |
| 中沙群島 | 中沙大环礁 | 外缘       | 比微暗沙          | （）     | 16°13′N 114°44′E / 16.217°N 114.733°E           | -11          |
| 中沙群島 | 中沙大环礁 | 外缘       | 隐矶滩            | （）     | 16°03′N 114°56′E / 16.050°N 114.933°E           | -18          |
| 中沙群島 | 中沙大环礁 | 外缘       | 武勇暗沙          |          | 15°52′N 114°47′E / 15.867°N 114.783°E           | -18          |
| 中沙群島 | 中沙大环礁 | 外缘       | 济猛暗沙          |          | 15°42′N 114°41′E / 15.700°N 114.683°E           | -16          |
| 中沙群島 | 中沙大环礁 | 外缘       | 海鸠暗沙          |          | 15°36′N 114°28′E / 15.600°N 114.467°E           | -18          |
| 中沙群島 | 中沙大环礁 | 外缘       | 安定连礁          |          | 15°37′N 114°24′E / 15.617°N 114.400°E           | -18          |
| 中沙群島 | 中沙大环礁 | 外缘       | 美溪暗沙          |          | 15°27′N 114°12′E / 15.450°N 114.200°E           | -16          |
| 中沙群島 | 中沙大环礁 | 外缘       | 布德暗沙          |          | 15°27′N 114°10′E / 15.450°N 114.167°E           | -16          |
| 中沙群島 | 中沙大环礁 | 外缘       | 波洑暗沙          |          | 15°27′N 114°00′E / 15.450°N 114.000°E           | -14          |
| 中沙群島 | 中沙大环礁 | 外缘       | 排波暗沙          |          | 15°29′N 113°51′E / 15.483°N 113.850°E           | -14          |
| 中沙群島 | 中沙大环礁 | 外缘       | 果淀暗沙          |          | 15°32′N 113°46′E / 15.533°N 113.767°E           | -18          |
| 中沙群島 | 中沙大环礁 | 外缘       | 排洪滩            |          | 15°38′N 113°43′E / 15.633°N 113.717°E           | -16          |
| 中沙群島 | 中沙大环礁 | 外缘       | 涛静暗沙          |          | 15°41′N 113°54′E / 15.683°N 113.900°E           | -18          |
| 中沙群島 | 中沙大环礁 | 外缘       | 控湃暗沙          |          | 15°48′N 113°54′E / 15.800°N 113.900°E           | -12          |
| 中沙群島 | 中沙大环礁 | 外缘       | 华夏暗沙          | （）     | 15°54′N 113°58′E / 15.900°N 113.967°E           | -12          |
| 中沙群島 | 中沙大环礁 | 内部       | 石塘连礁          |          | 16°02′N 114°46′E / 16.033°N 114.767°E           | -14          |
| 中沙群島 | 中沙大环礁 | 内部       | 指掌暗沙          |          | 16°00′N 114°39′E / 16.000°N 114.650°E           | -15          |
| 中沙群島 | 中沙大环礁 | 内部       | 南扉暗沙          |          | 15°55′N 114°38′E / 15.917°N 114.633°E           | -14          |
| 中沙群島 | 中沙大环礁 | 内部       | 漫步暗沙          |          | 15°55′N 114°29′E / 15.917°N 114.483°E           | -9           |
| 中沙群島 | 中沙大环礁 | 内部       | 乐西暗沙          |          | 15°52′N 114°25′E / 15.867°N 114.417°E           | -16          |
| 中沙群島 | 中沙大环礁 | 内部       | 屏南暗沙          |          | 15°52′N 114°34′E / 15.867°N 114.567°E           | -14          |
| 中沙群島 | 北部大陆架 | 北部大陆架 | 一统暗沙          |          | 19°12′N 113°53′E / 19.200°N 113.883°E           | -11          |
| 中沙群島 | 北部大陆架 | 北部大陆架 | 管事滩            |          | 17°11′35″N 118°45′01″E / 17.19306°N 118.75028°E | -42          |
| 中沙群島 | 北部大陆架 | 北部大陆架 | 神狐暗沙          |          | 19°33′N 113°02′E / 19.550°N 113.033°E           | -12          |
| 中沙群島 | 北部大陆架 | 北部大陆架 | 黄岩海山          |          |                                                 |              |
| 中沙群島 | 北部大陆架 | 北部大陆架 | 石星海山          |          |                                                 |              |
| 中沙群島 | 北部大陆架 | 北部大陆架 | 宪北海山          |          |                                                 |              |
| 中沙群島 | 北部大陆架 | 北部大陆架 | 宪南海山          |          |                                                 |              |
| 中沙群島 | 北部大陆架 | 北部大陆架 | 涨中海山          |          |                                                 |              |
| 中沙群島 | 北部大陆架 | 北部大陆架 | 珍贝海山          |          |                                                 |              |
| 中沙群島 | 中央海山   | 中央海山   | 黄岩岛 （民主礁） |          | 15°11′N 117°46′E / 15.183°N 117.767°E           | 1.8          |
| 中沙群島 | 中央海山   | 中央海山   | 宪法暗沙          |          | 16°20′N 116°44′E / 16.333°N 116.733°E           | -18          |
| 中沙群島 | 中央海山   | 中央海山   | 中南暗沙          |          | 13°57′N 115°24′E / 13.950°N 115.400°E           | -272         |
| 中沙群島 | 中央海山   | 中央海山   | 中南海山          |          |                                                 |              |
| 中沙群島 | 中央海山   | 中央海山   | 龙南海山          |          |                                                 |              |
| 中沙群島 | 中央海山   | 中央海山   | 长龙海山          |          |                                                 |              |

### 南沙群岛
南海诸岛中范围最广，暗礁、暗沙和暗滩最多的是南沙群岛。大部坐落在水深1,800～2,000米的南沙台阶上，拥有暗沙和暗滩50多座，暗礁100多座，还有主要的珊瑚岛11座和沙洲6座。
其中，8岛5沙洲集中在中北部，从北至南，有双子群礁的北子岛、北外沙洲和南子岛、西月岛，中业群礁的中业岛，道明群礁的杨信沙洲、双黄沙洲和南钥岛，郑和群礁的太平岛、敦谦沙洲和鸿庥岛，九章群礁的景宏岛和染青沙洲。南沙群岛最大的岛屿太平岛（黄山马峙）面积0.43平方千米，最高的鸿庥岛（南乙峙）海拔6米。
东部有马欢岛和费信岛（两岛共居一环礁上，渔民称罗孔），往东则有大暗滩群，其中最大的为礼乐滩，最东为海马滩。马欢岛以南还有五方礁、美济礁、仁爱礁、半月礁和蓬勃暗沙等。九章群礁以南有近东西向的南华水道，是长约280海里的深水道。南华水道以南岛洲很少，主要是南威岛和安波沙洲（锅盖峙）。南威岛西南有南薇滩、万安滩等暗滩群，以东有尹庆群礁。安波沙洲东北有柏礁、六门礁等，以东有南海礁和安渡滩。安渡滩东北有榆亚暗沙、司令礁等，西南有弹丸礁、南通礁、北康暗沙、南康暗沙等，最南是曾母暗沙。 
| · 官方名称 · （括号内为旧称） | · 官方名称 · （括号内为旧称） | · 官方名称 · （括号内为旧称）                                  | 英语名称                          | · 官方名称                        | · 官方名称                        | · 官方名称                          | 占領   | 位置                                            | 海拔 （米） | 陆地面积 （公顷） | 未占領实际控制方 |
| ----------------------------- | ----------------------------- | -------------------------------------------------------------- | --------------------------------- | --------------------------------- | --------------------------------- | ----------------------------------- | ------ | ----------------------------------------------- | ----------- | ----------------- | ---------------- |
| 南沙群岛                      |                               |                                                                |                                   |                                   |                                   |                                     |        |                                                 |             |                   |                  |
| 中 北 部                      | 双 子 群 礁                   | 贡士礁                                                         |                                   |                                   |                                   | —                                   | 无     | 11°28′N 114°24′E / 11.467°N 114.400°E           | 0+          |                   |                  |
| 中 北 部                      | 双 子 群 礁                   | 北子岛 （北子礁）                                              |                                   |                                   |                                   | —                                   | [ 21 ] | 11°27′N 114°21′E / 11.450°N 114.350°E           | 1.25        | 14                |                  |
| 中 北 部                      | 双 子 群 礁                   | 北外沙洲                                                       | —                                 | —                                 | —                                 | —                                   |        | 11°27′N 114°21′E / 11.450°N 114.350°E           | 0+          |                   | [ 22 ]           |
| 中 北 部                      | 双 子 群 礁                   | 南子岛 （南子礁）                                              |                                   |                                   |                                   | —                                   | [ 23 ] | 11°26′N 114°20′E / 11.433°N 114.333°E           | 3.9         | 26                |                  |
| 中 北 部                      | 双 子 群 礁                   | 奈罗礁                                                         |                                   |                                   |                                   | —                                   | [ 23 ] | 11°23′9″N 114°18′8″E / 11.38583°N 114.30222°E   | 0+          |                   |                  |
| 中 北 部                      | 双 子 群 礁                   | 东南暗沙                                                       |                                   | —                                 | —                                 | —                                   | 无     | 11°24′N 114°22′E / 11.400°N 114.367°E           | -7          |                   |                  |
| 中 北 部                      | 双 子 群 礁                   | 东北暗沙                                                       |                                   | —                                 | —                                 | —                                   | 无     | 11°26′N 114°24′E / 11.433°N 114.400°E           | -3          |                   |                  |
| 中 北 部                      | 双 子 群 礁                   | 北子暗沙                                                       |                                   | —                                 | —                                 | —                                   | 无     | 11°26′N 114°23′E / 11.433°N 114.383°E           | -8          |                   |                  |
| 中 北 部                      | 中 业 群 礁                   | 中业岛                                                         |                                   |                                   | （）                              | —                                   | [ 21 ] | 11°03′N 114°17′E / 11.050°N 114.283°E           | 3.4         | 33                |                  |
| 中 北 部                      | 中 业 群 礁                   | 铁峙礁                                                         |                                   | —                                 | —                                 | —                                   | 无     | 11°05′N 114°23′E / 11.083°N 114.383°E           | 0-          |                   |                  |
| 中 北 部                      | 中 业 群 礁                   | 梅九礁                                                         | —                                 | —                                 | —                                 | —                                   | 无     | 11°03′N 114°19′E / 11.050°N 114.317°E           |             |                   |                  |
| 中 北 部                      | 中 业 群 礁                   | 铁线礁                                                         | （）                              | —                                 | —                                 | —                                   | 无     | 11°04′N 114°14′E / 11.067°N 114.233°E           | 0+          |                   |                  |
| 中 北 部                      | 道 明 群 礁                   | 双黄沙洲                                                       |                                   |                                   |                                   | —                                   | [ 21 ] | 10°42′1″N 114°19′1″E / 10.70028°N 114.31694°E   | 0+          |                   |                  |
| 中 北 部                      | 道 明 群 礁                   | 南钥岛                                                         |                                   |                                   |                                   | —                                   | [ 21 ] | 10°40′00″N 114°25′25″E / 10.66667°N 114.42361°E | 2           | 8                 |                  |
| 中 北 部                      | 道 明 群 礁                   | 杨信沙洲                                                       |                                   | （）                              |                                   | —                                   | [ 25 ] | 10°42′48″N 114°31′54″E / 10.71333°N 114.53167°E | 0+          |                   |                  |
| 中 北 部                      | 道 明 群 礁                   | 库归礁                                                         | —                                 |                                   | —                                 | —                                   | 无     | 10°46′40″N 114°35′10″E / 10.77778°N 114.58611°E | 0+          |                   |                  |
| 中 北 部                      | 郑 和 群 礁                   | 太平島 （黄山马礁） （黄山马峙）                               |                                   |                                   | （）                              | —                                   | [ 26 ] | 10°23′0″N 114°22′0″E / 10.38333°N 114.36667°E   | 6           | 51                |                  |
| 中 北 部                      | 郑 和 群 礁                   | 中灘                                                           |                                   | —                                 | —                                 | —                                   |        | 10°22′55″N 114°23′15″E / 10.38194°N 114.38750°E | -7          |                   | [ 27 ]           |
| 中 北 部                      | 郑 和 群 礁                   | 中洲礁 （中洲島）                                              |                                   | （）                              | —                                 | —                                   | [ 26 ] | 10°23′0″N 114°25′0″E / 10.38333°N 114.41667°E   | 0+          | 0.6               |                  |
| 中 北 部                      | 郑 和 群 礁                   | 敦謙沙洲                                                       |                                   |                                   |                                   | —                                   | [ 28 ] | 10°23′0″N 114°28′0″E / 10.38333°N 114.46667°E   | 4.6         | 7                 |                  |
| 中 北 部                      | 郑 和 群 礁                   | 舶兰礁                                                         |                                   |                                   |                                   | —                                   | [ 23 ] | 10°25′0″N 114°35′0″E / 10.41667°N 114.58333°E   | 0+          |                   |                  |
| 中 北 部                      | 郑 和 群 礁                   | 安达礁                                                         |                                   |                                   |                                   |                                     |        | 10°21′0″N 114°42′0″E / 10.35000°N 114.70000°E   | 1.2         |                   | [ 29 ]           |
| 中 北 部                      | 郑 和 群 礁                   | 鸿庥岛                                                         |                                   |                                   |                                   | —                                   | [ 23 ] | 10°11′0″N 114°22′0″E / 10.18333°N 114.36667°E   | 6.3         | 5.3               |                  |
| 中 北 部                      | 郑 和 群 礁                   | 南薰礁 （小南薰礁）                                            |                                   | （）                              |                                   | —                                   | [ 29 ] | 10°12′50″N 114°14′0″E / 10.21389°N 114.23333°E  | 2           | 17.8              |                  |
| 中 北 部                      | 九 章 群 礁                   | 景宏岛                                                         |                                   |                                   |                                   | —                                   | [ 23 ] | 9°53′07″N 114°19′45″E / 9.88528°N 114.32917°E   | 3.6         | 19                |                  |
| 中 北 部                      | 九 章 群 礁                   | 南门礁                                                         |                                   |                                   | —                                 | —                                   | 无     | 9°54′N 114°24′E / 9.900°N 114.400°E             |             |                   |                  |
| 中 北 部                      | 九 章 群 礁                   | 西门礁                                                         |                                   |                                   | —                                 | —                                   |        | 9°54′N 114°28′E / 9.900°N 114.467°E             | 0+          |                   | [ 30 ]           |
| 中 北 部                      | 九 章 群 礁                   | 东门礁                                                         | （）                              | （）                              | —                                 | —                                   | [ 29 ] | 9°55′N 114°30′E / 9.917°N 114.500°E             | 0+          | 10                |                  |
| 中 北 部                      | 九 章 群 礁                   | 安乐礁                                                         |                                   |                                   | —                                 | —                                   |        | 9°56′N 114°31′E / 9.933°N 114.517°E             | 0-          |                   | ·                |
| 中 北 部                      | 九 章 群 礁                   | 长线礁                                                         |                                   |                                   | —                                 | —                                   | 无     | 9°56′30″N 114°33′30″E / 9.94167°N 114.55833°E   | 0-          |                   |                  |
| 中 北 部                      | 九 章 群 礁                   | 主权礁                                                         |                                   |                                   | [] 错误：{{Lang}}：无文本（帮助） | —                                   |        | 9°57′18″N 114°34′48″E / 9.95500°N 114.58000°E   | 0-          |                   |                  |
| 中 北 部                      | 九 章 群 礁                   | 牛轭礁                                                         | （）                              |                                   | —                                 | —                                   |        | 9°58′N 114°37′E / 9.967°N 114.617°E             | 0+          |                   | [ 31 ]           |
| 中 北 部                      | 九 章 群 礁                   | 染青东礁                                                       |                                   |                                   | —                                 | —                                   | 无     | 9°53′00″N 114°36′24″E / 9.88333°N 114.60667°E   | 0-          |                   |                  |
| 中 北 部                      | 九 章 群 礁                   | 染青沙洲                                                       | （）                              |                                   |                                   | —                                   | [ 23 ] | 9°54′N 114°34′E / 9.900°N 114.567°E             | 0+          | 12                |                  |
| 中 北 部                      | 九 章 群 礁                   | 龙虾礁                                                         |                                   |                                   | —                                 | —                                   | 无     | 9°53′N 114°32′E / 9.883°N 114.533°E             | 0-          |                   |                  |
| 中 北 部                      | 九 章 群 礁                   | 扁参礁                                                         |                                   |                                   | —                                 | —                                   | 无     | 9°52′N 114°31′E / 9.867°N 114.517°E             | 0-          |                   |                  |
| 中 北 部                      | 九 章 群 礁                   | 漳溪礁                                                         |                                   |                                   | —                                 | —                                   | 无     | 9°50′N 114°28′E / 9.833°N 114.467°E             | 0-          |                   |                  |
| 中 北 部                      | 九 章 群 礁                   | 屈原礁                                                         |                                   | （）                              | —                                 | —                                   | 无     | 9°48′N 114°24′E / 9.800°N 114.400°E             | 0-          |                   |                  |
| 中 北 部                      | 九 章 群 礁                   | 琼礁                                                           | （）                              |                                   |                                   | —                                   | [ 23 ] | 9°45′40″N 114°21′00″E / 9.76111°N 114.35000°E   | 0-          |                   |                  |
| 中 北 部                      | 九 章 群 礁                   | 赤瓜礁                                                         |                                   |                                   |                                   | —                                   | [ 29 ] | 09°42′50″N 114°17′10″E / 9.71389°N 114.28611°E  | 1.3         | 11（人工）        |                  |
| 中 北 部                      | 九 章 群 礁                   | 鬼喊礁                                                         | （） （）                         |                                   |                                   | —                                   | [ 23 ] | 9°46′22″N 114°15′22″E / 9.77278°N 114.25611°E   | 0+          |                   |                  |
| 中 北 部                      | 九 章 群 礁                   | 华礁                                                           |                                   |                                   | —                                 | —                                   | 无     | 9°51′N 114°16′E / 9.850°N 114.267°E             |             |                   | [ 23 ]           |
| 中 北 部                      | 九 章 群 礁                   | 吉阳礁                                                         |                                   |                                   | —                                 | —                                   | 无     | 9°52′N 114°17′E / 9.867°N 114.283°E             |             |                   |                  |
| 中 北 部                      | 其 它                         | 永登暗沙                                                       |                                   |                                   |                                   | —                                   | 无     | 11°24′N 114°40′E / 11.400°N 114.667°E           | -4          |                   |                  |
| 中 北 部                      | 其 它                         | 乐斯暗沙                                                       |                                   |                                   |                                   | —                                   | 无     | 11°20′5″N 114°37′0″E / 11.33472°N 114.61667°E   | 0-          |                   |                  |
| 中 北 部                      | 其 它                         | 渚碧礁                                                         |                                   |                                   |                                   | —                                   | [ 32 ] | 10°55′0″N 114°5′5″E / 10.91667°N 114.08472°E    | 0+          | 430（人工）       |                  |
| 中 北 部                      | 其 它                         | 长滩                                                           | —                                 |                                   | —                                 | —                                   | 无     | 11°03′N 114°44′E / 11.050°N 114.733°E           |             |                   |                  |
| 中 北 部                      | 其 它                         | 蒙自礁                                                         |                                   |                                   | （）                              | —                                   | 无     | 11°09′N 114°48′E / 11.150°N 114.800°E           |             |                   |                  |
| 中 北 部                      | 其 它                         | 火艾礁                                                         |                                   |                                   |                                   | —                                   | 无     | 10°53′N 114°56′E / 10.883°N 114.933°E           | 0+          |                   |                  |
| 中 北 部                      | 其 它                         | 西月島                                                         |                                   | （）                              |                                   | —                                   | [ 21 ] | 11°04′46″N 115°01′55″E / 11.07944°N 115.03194°E | 3           | 18                |                  |
| 中 北 部                      | 其 它                         | 小现礁                                                         |                                   |                                   |                                   | —                                   | 无     | 10°00′0″N 114°02′0″E / 10.00000°N 114.03333°E   | 0+          |                   |                  |
| 中 北 部                      | 其 它                         | 大现礁                                                         | （）                              |                                   |                                   | —                                   | [ 23 ] | 10°04′0″N 113°52′5″E / 10.06667°N 113.86806°E   | 0+          |                   |                  |
| 中 北 部                      | 其 它                         | 福禄寺礁 （西北角） （西石） （女神庙石）                      | （）                              |                                   | —                                 | —                                   | 无     | 10°14′0″N 113°38′0″E / 10.23333°N 113.63333°E   | -1.8        |                   |                  |
| 中 北 部                      | 其 它                         | 永暑礁                                                         | （）                              |                                   |                                   | —                                   | [ 29 ] | 9°35′0″N 112°58′5″E / 9.58333°N 112.96806°E     | 1           | 280（人工）       |                  |
| 中 北 部                      | 其 它                         | 康乐礁                                                         | （）                              | —                                 | —                                 | —                                   |        | 10°00′N 114°23′E / 10.000°N 114.383°E           |             |                   | [ 29 ]           |
| 中 北 部                      | 其 它                         | 泛爱暗沙 （破扇滩）                                            |                                   | —                                 | —                                 | —                                   | 无     | 09°43′N 114°40′E / 9.717°N 114.667°E            |             |                   |                  |
| 中 北 部                      | 其 它                         | 伏波礁 （干机斯滩） （南干机斯礁）                             |                                   | —                                 | —                                 | —                                   | 无     | 9°23′0″N 114°11′0″E / 9.38333°N 114.18333°E     |             |                   |                  |
| 中 北 部                      | 其 它                         | 北恒礁 （北干机斯礁）                                          |                                   | —                                 | —                                 | —                                   | 无     | 10°33′0″N 115°09′0″E / 10.55000°N 115.15000°E   |             |                   |                  |
| 中 北 部                      | 其 它                         | 恆礁 （干机斯礁）                                              |                                   |                                   |                                   | —                                   | 无     | 10°20′0″N 115°04′0″E / 10.33333°N 115.06667°E   |             |                   |                  |
| 东 北 部                      | 礼 乐 滩                      | 雄南礁 （报告礁）                                              |                                   | （）                              |                                   | —                                   |        | 11°55′N 116°47′E / 11.917°N 116.783°E           |             |                   | [ 25 ]           |
| 东 北 部                      | 礼 乐 滩                      | 礼乐南滩                                                       |                                   | —                                 |                                   | —                                   |        | 10°51′N 116°40′E / 10.850°N 116.667°E           | -1.5        |                   | [ 25 ]           |
| 东 北 部                      | 礼 乐 滩                      | 阳明礁 （北拼素崩那礁）                                        |                                   |                                   |                                   | —                                   |        | 10°48′N 116°51′E / 10.800°N 116.850°E           |             |                   | [ 25 ]           |
| 东 北 部                      | 礼 乐 滩                      | 大渊滩                                                         |                                   |                                   |                                   | —                                   |        | 11°35′N 116°15′E / 11.583°N 116.250°E           | -18         |                   | [ 25 ]           |
| 东 北 部                      | 安 塘 滩                      | 安塘礁                                                         | （） （）                         |                                   |                                   | —                                   |        | 10°53′N 116°26′E / 10.883°N 116.433°E           |             |                   |                  |
| 东 北 部                      | 安 塘 滩                      | 鲎藤礁                                                         |                                   |                                   |                                   | —                                   | 无     | 10°37′N 116°10′E / 10.617°N 116.167°E           | 0+          |                   |                  |
| 东 北 部                      | 安 塘 滩                      | 巩珍礁                                                         |                                   |                                   | —                                 | —                                   | 无     | 10°43′N 116°10′E / 10.717°N 116.167°E           |             |                   |                  |
| 东 北 部                      | 南 方 浅 滩                   | 东坡礁                                                         |                                   | （）                              | —                                 | —                                   | 无     | 10°23′N 116°34′E / 10.383°N 116.567°E           |             |                   |                  |
| 东 北 部                      | 南 方 浅 滩                   | 棕滩 （棕色滩）                                                |                                   | （）                              |                                   | —                                   | 无     | 10°42′N 117°23′E / 10.700°N 117.383°E           | -9          |                   |                  |
| 东 北 部                      | 南 方 浅 滩                   | 宝滩                                                           | —                                 | —                                 | —                                 | —                                   | 无     | 10°30′N 116°40′E / 10.500°N 116.667°E           | -9.1        |                   |                  |
| 东 北 部                      | 南 方 浅 滩                   | 东华礁                                                         |                                   |                                   | —                                 | —                                   | 无     | 10°33′N 116°56′E / 10.550°N 116.933°E           | -5.4        |                   |                  |
| 东 北 部                      | 南 方 浅 滩                   | 彬礁                                                           | —                                 | —                                 | —                                 | —                                   | 无     | 10°34′N 116°59′E / 10.567°N 116.983°E           | 0-          |                   |                  |
| 东 北 部                      | 罗 孔 环 礁                   | 馬歡島 （罗孔） （大罗孔）                                     |                                   |                                   |                                   | —                                   | [ 21 ] | 10°44′00″N 115°48′10″E / 10.73333°N 115.80278°E | 2.4         | 7.9               |                  |
| 东 北 部                      | 罗 孔 环 礁                   | 费信岛                                                         |                                   |                                   |                                   | —                                   | [ 21 ] | 10°49′00″N 115°49′20″E / 10.81667°N 115.82222°E | 1.25        | 4                 |                  |
| 东 北 部                      | 其 它                         | 和平暗沙 （汤姆斯第三滩）                                      |                                   |                                   | —                                 | —                                   | 无     | 10°53′N 115°55′E / 10.883°N 115.917°E           |             |                   |                  |
| 东 北 部                      | 其 它                         | 火星礁                                                         |                                   |                                   | —                                 | —                                   | 无     | 10°48′N 116°06′E / 10.800°N 116.100°E           | -0.9        |                   |                  |
| 东 北 部                      | 其 它                         | 五方礁 （五孔） （五风）                                       |                                   |                                   |                                   | —                                   |        | 10°29′N 115°45′E / 10.483°N 115.750°E           | 0+          |                   | [ 33 ]           |
| 东 北 部                      | 其 它                         | 五方南                                                         |                                   | （）                              | —                                 | —                                   |        | 10°27′36″N 115°46′24″E / 10.46000°N 115.77333°E | 0+          |                   | [ 33 ]           |
| 东 北 部                      | 其 它                         | 五方尾                                                         |                                   | （）                              | —                                 | —                                   |        | 10°28′0″N 115°43′48″E / 10.46667°N 115.73000°E  | 0+          |                   | [ 33 ]           |
| 东 北 部                      | 其 它                         | 五方西                                                         |                                   | （）                              | —                                 | —                                   |        | 10°30′0″N 115°42′6″E / 10.50000°N 115.70167°E   | 0+          |                   | [ 33 ]           |
| 东 北 部                      | 其 它                         | 五方北                                                         |                                   |                                   | —                                 | —                                   |        | 10°32′0″N 115°43′12″E / 10.53333°N 115.72000°E  | 0+          |                   | [ 33 ]           |
| 东 北 部                      | 其 它                         | 五方头                                                         |                                   | （）                              | —                                 | —                                   |        | 10°32′30″N 115°47′12″E / 10.54167°N 115.78667°E | 0+          |                   | [ 33 ]           |
| 东 北 部                      | 其 它                         | 浔江暗沙                                                       |                                   | —                                 | —                                 | —                                   | 无     | 10°28′N 116°00′E / 10.467°N 116.000°E           |             |                   |                  |
| 东 北 部                      | 其 它                         | 半路礁 （半路） （半路线）                                     |                                   |                                   |                                   | —                                   | 无     | 10°08′N 116°08′E / 10.133°N 116.133°E           | 0+          |                   |                  |
| 东 北 部                      | 其 它                         | 紫滩                                                           |                                   |                                   | —                                 | —                                   | 无     | 10°36′N 117°11′E / 10.600°N 117.183°E           | -18.2       |                   |                  |
| 东 北 部                      | 其 它                         | 莪兰暗沙 （勒奥古林滩）                                        |                                   |                                   |                                   | —                                   | 无     | 10°20′N 117°17′E / 10.333°N 117.283°E           |             |                   |                  |
| 东 北 部                      | 其 它                         | 红石暗沙 （加那的滩）                                          | （）                              | （）                              | —                                 | —                                   | 无     | 10°06′N 117°21′E / 10.100°N 117.350°E           |             |                   |                  |
| 东 北 部                      | 其 它                         | 仙后滩 （非利拼滩）                                            |                                   |                                   | —                                 | —                                   | 无     | 10°38′N 117°38′E / 10.633°N 117.633°E           |             |                   |                  |
| 东 北 部                      | 其 它                         | 忠孝滩 （庙滩）                                                | （）                              |                                   |                                   | —                                   | 无     | 11°01′N 117°17′E / 11.017°N 117.283°E           |             |                   |                  |
| 东 北 部                      | 其 它                         | 勇士滩                                                         |                                   |                                   |                                   | —                                   | 无     | 11°05′N 117°28′E / 11.083°N 117.467°E           | -16         |                   |                  |
| 东 北 部                      | 其 它                         | 神仙暗沙 （沙滩）                                              |                                   |                                   |                                   | —                                   | 无     | 11°02′N 117°38′E / 11.033°N 117.633°E           | -16.4       |                   |                  |
| 东 北 部                      | 其 它                         | 海马滩                                                         | （） （）                         |                                   |                                   | —                                   | 无     | 10°50′N 117°47′E / 10.833°N 117.783°E           |             |                   |                  |
| 东 北 部                      | 其 它                         | 孔明礁                                                         |                                   | —                                 | —                                 | —                                   | 无     | 09°59′N 115°10′E / 9.983°N 115.167°E            |             |                   |                  |
| 东 北 部                      | 其 它                         | 三角礁 （三角）                                                |                                   |                                   | /                                 | —                                   | 无     | 10°10′N 115°19′E / 10.167°N 115.317°E           | 0+          |                   |                  |
| 东 北 部                      | 其 它                         | 禄沙礁 （禄沙） （一线）                                       |                                   |                                   |                                   | —                                   | 无     | 10°14′N 115°22′E / 10.233°N 115.367°E           | 0+          |                   |                  |
| 东 北 部                      | 其 它                         | 美济礁 （南恶礁）                                              |                                   |                                   |                                   | —                                   | [ 34 ] | 9°54′N 115°32′E / 9.900°N 115.533°E             | 1.5         | 566（人工）       |                  |
| 东 北 部                      | 其 它                         | 仙娥礁 （亚利斯亚安尼礁） （海公）                             |                                   |                                   |                                   | —                                   | 无     | 9°21′N 115°26′E / 9.350°N 115.433°E             | 0+          |                   |                  |
| 东 北 部                      | 其 它                         | 信义礁 （信义暗沙） （汤姆斯第一滩） （双姓） （双担）         | （）                              |                                   |                                   | —                                   |        | 9°20′N 115°57′E / 9.333°N 115.950°E             | 0+          |                   |                  |
| 东 北 部                      | 其 它                         | 海口礁 （海口暗沙） （东北调查礁） （脚跋）                    | （）                              |                                   |                                   | —                                   | 无     | 9°11′N 116°27′E / 9.183°N 116.450°E             | 0+          |                   |                  |
| 东 北 部                      | 其 它                         | 半月礁 （半月暗沙） （半月滩） （海公）                        |                                   |                                   |                                   | —                                   |        | 8°52′N 116°16′E / 8.867°N 116.267°E             | 3           |                   | [ 35 ]           |
| 东 北 部                      | 其 它                         | 舰长礁 （舰长暗沙） （无劳加比丹礁）                           |                                   |                                   |                                   | —                                   | 无     | 9°02′N 116°40′E / 9.033°N 116.667°E             | 0+          |                   |                  |
| 东 北 部                      | 其 它                         | 仁爱礁 （仁爱暗沙） （第二托马斯礁） （汤姆斯第二滩） （断节） | （）                              | （）                              |                                   | —                                   | 无     | 9°43′N 115°53′E / 9.717°N 115.883°E             | 0+          |                   |                  |
| 东 北 部                      | 其 它                         | 仙宾礁 （仙宾暗沙） （萨比纳礁） （西宾娜礁） （鱼鳞）         |                                   | —                                 |                                   | —                                   | 无     | 9°44′N 116°34′E / 9.733°N 116.567°E             | 0+          |                   |                  |
| 东 北 部                      | 其 它                         | 钟山礁 （中濑）                                                | —                                 | —                                 | —                                 | —                                   | 无     | 9°44′N 116°44′E / 9.733°N 116.733°E             |             |                   |                  |
| 东 北 部                      | 其 它                         | 立新礁 （立神礁）                                              | —                                 | —                                 | —                                 | —                                   | 无     | 9°51′N 116°35′E / 9.850°N 116.583°E             |             |                   |                  |
| 东 北 部                      | 其 它                         | 牛车轮礁 （牛车英）                                            |                                   |                                   |                                   | —                                   |        | 9°36′N 116°10′E / 9.600°N 116.167°E             | 0+          |                   |                  |
| 东 北 部                      | 其 它                         | 片礁 （片濑）                                                  | —                                 |                                   | —                                 | —                                   | 无     | 09°32′N 116°24′E / 9.533°N 116.400°E            |             |                   |                  |
| 东 北 部                      | 其 它                         | 蓬勃暗沙 （傍卑礁） （东头乙辛）                               |                                   |                                   |                                   | —                                   |        | 9°26′N 116°55′E / 9.433°N 116.917°E             | 0+          |                   |                  |
| 东 北 部                      | 其 它                         | 指向礁 （方向礁）                                              | （） （）                         | —                                 |                                   | —                                   | 无     | 8°28′N 115°55′E / 8.467°N 115.917°E             |             |                   |                  |
| 东 北 部                      | 其 它                         | 石龙岩 （石龙）                                                |                                   | —                                 | —                                 | —                                   | 无     | 9°02′N 116°39′E / 9.033°N 116.650°E             |             |                   |                  |
| 东 北 部                      | 其 它                         | 乙辛石                                                         |                                   | —                                 | —                                 | —                                   | 无     | 9°27′N 116°56′E / 9.450°N 116.933°E             | 0.6         |                   |                  |
| 西 南 部                      | 尹 庆 群 礁                   | 中礁 （弄鼻仔）                                                | （）                              | （）                              |                                   | —                                   | [ 23 ] | 8°55′N 112°22′E / 8.917°N 112.367°E             | 0+          |                   |                  |
| 西 南 部                      | 尹 庆 群 礁                   | 西礁 （大弄鼻）                                                | （）                              |                                   |                                   | —                                   | [ 23 ] | 8°52′N 112°14′E / 8.867°N 112.233°E             | 0+          | 28.5              |                  |
| 西 南 部                      | 尹 庆 群 礁                   | 东礁 （大铜铳）                                                | （）                              |                                   |                                   | —                                   | [ 23 ] | 8°50′N 112°35′E / 8.833°N 112.583°E             |             |                   |                  |
| 西 南 部                      | 尹 庆 群 礁                   | 华阳礁 （克德朗礁） （铜铳仔）                                 |                                   |                                   |                                   | —                                   | [ 29 ] | 8°53′N 112°51′E / 8.883°N 112.850°E             | 1.5         | 30（人工）        |                  |
| 西 南 部                      | 南 薇 滩                      | 蓬勃堡 （蓬勃堡暗沙） （傍俾炮台滩）                           |                                   | —                                 | —                                 | —                                   | [ 23 ] | 7°57′N 111°43′E / 7.950°N 111.717°E             | -3.2        |                   |                  |
| 西 南 部                      | 南 薇 滩                      | 常骏暗沙 （庄臣怕余）                                          |                                   | —                                 | —                                 | —                                   |        | 7°51′N 111°35′E / 7.850°N 111.583°E             | -7.3        |                   | [ 38 ]           |
| 西 南 部                      | 南 薇 滩                      | 金盾暗沙 （顷士登滩）                                          |                                   | —                                 | —                                 | —                                   | [ 23 ] | 7°33′N 111°33′E / 7.550°N 111.550°E             | -10.9       |                   |                  |
| 西 南 部                      | 南 薇 滩                      | 奥南暗沙 （阿利那滩）                                          |                                   | —                                 | —                                 | —                                   | [ 23 ] | 7°42′N 111°44′E / 7.700°N 111.733°E             | -8.2        |                   |                  |
| 西 南 部                      | 柏 礁                         | 单柱石 （立威岛） （立沙礁） （单柱）                          |                         |                                   | —                                 | —                                   | [ 39 ] | 8°04′N 113°15′E / 8.067°N 113.250°E             | 4.6         |                   |                  |
| 西 南 部                      | 柏 礁                         | 鸟鱼锭石 （鸟鱼锭）                                            | —                                 | —                                 | —                                 | —                                   | [ 40 ] | 8°16′N 113°22′E / 8.267°N 113.367°E             | 0+          |                   |                  |
| 西 南 部                      | 其 它                         | 逍遥暗沙                                                       | [] 错误：{{Lang}}：无文本（帮助） | [] 错误：{{Lang}}：无文本（帮助） | [] 错误：{{Lang}}：无文本（帮助） | [] 错误：{{Lang}}：无文本（帮助）   | 无     | 9°28′N 112°24′E / 9.467°N 112.400°E             |             |                   |                  |
| 西 南 部                      | 其 它                         | 南威岛                                                         |                                   |                                   |                                   |                                     | [ 23 ] | 8°38′30″N 111°55′55″E / 8.64167°N 111.93194°E   | 7           | 15                |                  |
| 西 南 部                      | 其 它                         | 日积礁                                                         |                                   |                                   | —                                 | —                                   | [ 23 ] | 8°40′42″N 111°40′12″E / 8.67833°N 111.67000°E   | 0+          |                   |                  |
| 西 南 部                      | 其 它                         | 康泰滩                                                         |                                   | [] 错误：{{Lang}}：无文本（帮助） | [] 错误：{{Lang}}：无文本（帮助） | [] 错误：{{Lang}}：无文本（帮助）   | 无     | 9°21′N 111°44′E / 9.350°N 111.733°E             | -289        |                   |                  |
| 西 南 部                      | 其 它                         | 朱应滩                                                         |                                   |                                   | [] 错误：{{Lang}}：无文本（帮助） | [] 错误：{{Lang}}：无文本（帮助）   | 无     | 8°32′N 111°28′E / 8.533°N 111.467°E             | -305        |                   | [ 40 ]           |
| 西 南 部                      | 其 它                         | 奥援暗沙 （湾滩）                                              |                                   |                                   | —                                 | —                                   |        | 8°09′N 111°58′E / 8.150°N 111.967°E             | -6.4        |                   | [ 40 ]           |
| 西 南 部                      | 其 它                         | 广雅滩                                                         |                                   |                                   | [] 错误：{{Lang}}：无文本（帮助） | [] 错误：{{Lang}}：无文本（帮助）   | [ 39 ] | 8°08′N 110°02′E / 8.133°N 110.033°E             | -7.5        |                   |                  |
| 西 南 部                      | 其 它                         | 人骏滩                                                         |                                   |                                   | [] 错误：{{Lang}}：无文本（帮助） | [] 错误：{{Lang}}：无文本（帮助）   | [ 23 ] | 8°01′N 110°37′E / 8.017°N 110.617°E             | 0-          |                   |                  |
| 西 南 部                      | 其 它                         | 李准滩 （格陵泽滩）                                            |                                   |                                   | [] 错误：{{Lang}}：无文本（帮助） | [] 错误：{{Lang}}：无文本（帮助）   | [ 39 ] | 7°47′N 110°29′E / 7.783°N 110.483°E             | -18.5       |                   |                  |
| 西 南 部                      | 其 它                         | 西卫滩 （比邻康索滩）                                          |                                   |                                   | [] 错误：{{Lang}}：无文本（帮助） | [] 错误：{{Lang}}：无文本（帮助）   | [ 39 ] | 7°52′N 109°58′E / 7.867°N 109.967°E             | -18.3       |                   |                  |
| 西 南 部                      | 其 它                         | 萬安灘                                                         |                                   | [] 错误：{{Lang}}：无文本（帮助） | [] 错误：{{Lang}}：无文本（帮助） | [] 错误：{{Lang}}：无文本（帮助）   | [ 42 ] | 7°31′N 109°46′E / 7.517°N 109.767°E             | 0+          |                   |                  |
| 西 南 部                      | 其 它                         | 无乜礁                                                         | （）                              |                                   |                                   | —                                   | [ 23 ] | 8°52′N 114°39′E / 8.867°N 114.650°E             |             |                   |                  |
| 西 南 部                      | 其 它                         | 玉诺礁                                                         |                                   |                                   | [] 错误：{{Lang}}：无文本（帮助） | [] 错误：{{Lang}}：无文本（帮助）   | 无     | 8°30′N 114°21′E / 8.500°N 114.350°E             | 0-          |                   |                  |
| 西 南 部                      | 其 它                         | 南华礁                                                         |                                   |                                   |                                   | [] 错误：{{Lang}}：无文本（帮助）   | [ 23 ] | 8°45′N 114°11′E / 8.750°N 114.183°E             | 0+          | 35                |                  |
| 西 南 部                      | 其 它                         | 六门礁                                                         |                                   |                                   | [] 错误：{{Lang}}：无文本（帮助） | [] 错误：{{Lang}}：无文本（帮助）   | [ 23 ] | 8°50′59″N 113°59′59″E / 8.84972°N 113.99972°E   |             |                   |                  |
| 西 南 部                      | 其 它                         | 石盘仔                                                         |                                   |                                   | [] 错误：{{Lang}}：无文本（帮助） | [] 错误：{{Lang}}：无文本（帮助）   | 无     | 9°12′N 113°40′E / 9.200°N 113.667°E             | -2          |                   |                  |
| 西 南 部                      | 其 它                         | 毕生礁                                                         |                                   |                                   | [] 错误：{{Lang}}：无文本（帮助） | [] 错误：{{Lang}}：无文本（帮助）   | [ 23 ] | 8°58′N 113°40′E / 8.967°N 113.667°E             | 0+          |                   |                  |
| 西 南 部                      | 其 它                         | 安波沙洲                                                       |                                   | [] 错误：{{Lang}}：无文本（帮助） |                                   | [] 错误：{{Lang}}：无文本（帮助）   | [ 23 ] | 7°53′N 112°56′E / 7.883°N 112.933°E             | 0+          | 2                 |                  |
| 西 南 部                      | 其 它                         | 隐遁暗沙 （斯塔格司滩）                                        |                                   |                                   | [] 错误：{{Lang}}：无文本（帮助） | [] 错误：{{Lang}}：无文本（帮助）   | 无     | 8°27′N 112°57′E / 8.450°N 112.950°E             | 0-          |                   |                  |
| 中 南 部                      | 榆 亚 暗 沙                   | 二角礁                                                         |                                   |                                   |                                   |                                     | [ 43 ] | 8°12′N 114°42′E / 8.200°N 114.700°E             | 0-          |                   |                  |
| 中 南 部                      | 榆 亚 暗 沙                   | 浪口礁                                                         |                                   | [] 错误：{{Lang}}：无文本（帮助） | [] 错误：{{Lang}}：无文本（帮助） | 8°08′N 114°33′E / 8.133°N 114.550°E | [ 43 ] | 0-                                              |             |                   |                  |
| 中 南 部                      | 榆 亚 暗 沙                   | 线头礁                                                         |                                   | [] 错误：{{Lang}}：无文本（帮助） | [] 错误：{{Lang}}：无文本（帮助） | 8°08′N 114°48′E / 8.133°N 114.800°E | [ 43 ] |                                                 |             |                   |                  |
| 中 南 部                      | 安 渡 滩                      | 破浪礁                                                         |                                   | [] 错误：{{Lang}}：无文本（帮助） | [] 错误：{{Lang}}：无文本（帮助） | [] 错误：{{Lang}}：无文本（帮助）   |        | 7°49′N 114°14′E / 7.817°N 114.233°E             |             |                   | [ 44 ]           |
| 中 南 部                      | 安 渡 滩                      | 光星仔礁                                                       |                                   | [] 错误：{{Lang}}：无文本（帮助） | [] 错误：{{Lang}}：无文本（帮助） |                                     | [ 45 ] | 7°37′N 113°56′E / 7.617°N 113.933°E             | 12.5        | 3.1               |                  |
| 中 南 部                      | 北 康 暗 沙                   | 盟谊暗沙                                                       |                                   | [] 错误：{{Lang}}：无文本（帮助） | [] 错误：{{Lang}}：无文本（帮助） |                                     |        | 5°57′N 112°32′E / 5.950°N 112.533°E             | -8          |                   | ·                |
| 中 南 部                      | 北 康 暗 沙                   | 海康暗沙                                                       |                                   | [] 错误：{{Lang}}：无文本（帮助） | [] 错误：{{Lang}}：无文本（帮助） |                                     |        | 5°56′N 112°31′E / 5.933°N 112.517°E             | -5.1        |                   | ·                |
| 中 南 部                      | 北 康 暗 沙                   | 义净礁                                                         |                                   | [] 错误：{{Lang}}：无文本（帮助） | [] 错误：{{Lang}}：无文本（帮助） |                                     |        | 5°54′N 112°33′E / 5.900°N 112.550°E             | 0-          |                   | ·                |
| 中 南 部                      | 北 康 暗 沙                   | 法显暗沙                                                       |                                   | [] 错误：{{Lang}}：无文本（帮助） | [] 错误：{{Lang}}：无文本（帮助） |                                     |        | 5°45′N 112°33′E / 5.750°N 112.550°E             | -9.1        |                   | ·                |
| 中 南 部                      | 北 康 暗 沙                   | 北安礁                                                         |                                   | [] 错误：{{Lang}}：无文本（帮助） | [] 错误：{{Lang}}：无文本（帮助） |                                     |        | 5°39′N 112°32′E / 5.650°N 112.533°E             | -3.6        |                   | ·                |
| 中 南 部                      | 北 康 暗 沙                   | 康西暗沙                                                       |                                   | [] 错误：{{Lang}}：无文本（帮助） | [] 错误：{{Lang}}：无文本（帮助） |                                     |        | 5°38′N 112°22′E / 5.633°N 112.367°E             | -7.3        |                   | ·                |
| 中 南 部                      | 北 康 暗 沙                   | 南安礁                                                         |                                   | [] 错误：{{Lang}}：无文本（帮助） | [] 错误：{{Lang}}：无文本（帮助） |                                     |        | 5°32′N 112°35′E / 5.533°N 112.583°E             | -2.7        |                   | ·                |
| 中 南 部                      | 北 康 暗 沙                   | 南屏礁                                                         |                                   | [] 错误：{{Lang}}：无文本（帮助） | [] 错误：{{Lang}}：无文本（帮助） |                                     |        | 5°22′N 112°38′E / 5.367°N 112.633°E             | 0+          |                   | ·                |
| 中 南 部                      | 南 康 暗 沙                   | 海安礁                                                         |                                   | [] 错误：{{Lang}}：无文本（帮助） | [] 错误：{{Lang}}：无文本（帮助） |                                     |        | 5°02′N 112°30′E / 5.033°N 112.500°E             | -4          |                   | [ 47 ]           |
| 中 南 部                      | 南 康 暗 沙                   | 隐波暗沙                                                       |                                   | [] 错误：{{Lang}}：无文本（帮助） | [] 错误：{{Lang}}：无文本（帮助） |                                     |        | 5°06′N 112°34′E / 5.100°N 112.567°E             | -8          |                   | [ 47 ]           |
| 中 南 部                      | 南 康 暗 沙                   | 澄平礁                                                         |                                   | [] 错误：{{Lang}}：无文本（帮助） | [] 错误：{{Lang}}：无文本（帮助） | [] 错误：{{Lang}}：无文本（帮助）   |        | 4°51′N 112°32′E / 4.850°N 112.533°E             | 0-          |                   | [ 47 ]           |
| 中 南 部                      | 南 康 暗 沙                   | 海宁礁                                                         |                                   | [] 错误：{{Lang}}：无文本（帮助） | [] 错误：{{Lang}}：无文本（帮助） |                                     |        | 4°57′N 112°37′E / 4.950°N 112.617°E             |             |                   | [ 47 ]           |
| 中 南 部                      | 南 康 暗 沙                   | 琼台礁                                                         |                                   | [] 错误：{{Lang}}：无文本（帮助） | [] 错误：{{Lang}}：无文本（帮助） |                                     |        | 4°59′N 112°37′E / 4.983°N 112.617°E             | 2           | 0.06              | [ 47 ]           |
| 中 南 部                      | 南 康 暗 沙                   | 潭门礁                                                         |                                   | [] 错误：{{Lang}}：无文本（帮助） | [] 错误：{{Lang}}：无文本（帮助） |                                     |        | 5°04′N 112°43′E / 5.067°N 112.717°E             | -3.6        |                   | [ 47 ]           |
| 中 南 部                      | 南 康 暗 沙                   | 欢乐暗沙                                                       |                                   | [] 错误：{{Lang}}：无文本（帮助） | [] 错误：{{Lang}}：无文本（帮助） |                                     |        | 5°01′N 112°56′E / 5.017°N 112.933°E             | -8          |                   | [ 47 ]           |
| 中 南 部                      | 其 它                         | 南乐暗沙                                                       |                                   | [] 错误：{{Lang}}：无文本（帮助） | [] 错误：{{Lang}}：无文本（帮助） | [] 错误：{{Lang}}：无文本（帮助）   | 无     | 8°25′N 115°31′E / 8.417°N 115.517°E             |             |                   |                  |
| 中 南 部                      | 其 它                         | 校尉暗沙                                                       |                                   | [] 错误：{{Lang}}：无文本（帮助） |                                   | [] 错误：{{Lang}}：无文本（帮助）   | 无     | 8°30′N 115°14′E / 8.500°N 115.233°E             |             |                   |                  |
| 中 南 部                      | 其 它                         | 都护暗沙                                                       |                                   | [] 错误：{{Lang}}：无文本（帮助） | [] 错误：{{Lang}}：无文本（帮助） | [] 错误：{{Lang}}：无文本（帮助）   | 无     | 8°02′N 115°23′E / 8.033°N 115.383°E             |             |                   |                  |
| 中 南 部                      | 其 它                         | 保卫暗沙                                                       |                                   | [] 错误：{{Lang}}：无文本（帮助） |                                   | [] 错误：{{Lang}}：无文本（帮助）   | 无     | 7°30′N 115°00′E / 7.500°N 115.000°E             |             |                   |                  |
| 中 南 部                      | 其 它                         | 司令礁                                                         |                                   |                                   |                                   |                                     | [ 21 ] | 8°22′N 115°14′E / 8.367°N 115.233°E             | 0+          |                   |                  |
| 中 南 部                      | 其 它                         | 双礁                                                           |                                   | [] 错误：{{Lang}}：无文本（帮助） | [] 错误：{{Lang}}：无文本（帮助） | [] 错误：{{Lang}}：无文本（帮助）   | 无     | 8°20′N 115°24′E / 8.333°N 115.400°E             |             |                   |                  |
| 中 南 部                      | 其 它                         | 金吾暗沙                                                       |                                   | [] 错误：{{Lang}}：无文本（帮助） | [] 错误：{{Lang}}：无文本（帮助） | [] 错误：{{Lang}}：无文本（帮助）   | 无     | 7°59′N 114°52′E / 7.983°N 114.867°E             | 0-          |                   |                  |
| 中 南 部                      | 其 它                         | 普宁暗沙                                                       | [] 错误：{{Lang}}：无文本（帮助） | [] 错误：{{Lang}}：无文本（帮助） | [] 错误：{{Lang}}：无文本（帮助） | [] 错误：{{Lang}}：无文本（帮助）   | 无     | 7°38′N 114°39′E / 7.633°N 114.650°E             | -16         |                   |                  |
| 中 南 部                      | 其 它                         | 簸箕礁                                                         | （）                              |                                   |                                   |                                     | [ 43 ] | 8°06′N 114°08′E / 8.100°N 114.133°E             | 0+          |                   |                  |
| 中 南 部                      | 其 它                         | 光星礁                                                         |                                   |                                   |                                   |                                     | [ 43 ] | 7°38′N 113°48′E / 7.633°N 113.800°E             | 0+          |                   |                  |
| 中 南 部                      | 其 它                         | 息波礁                                                         |                                   |                                   | [] 错误：{{Lang}}：无文本（帮助） | [] 错误：{{Lang}}：无文本（帮助）   |        | 7°57′N 114°02′E / 7.950°N 114.033°E             | 0-          |                   |                  |
| 中 南 部                      | 其 它                         | 南海礁                                                         |                                   |                                   |                                   |                                     | [ 43 ] | 7°59′38″N 113°53′42″E / 7.99389°N 113.89500°E   | 2           |                   |                  |
| 中 南 部                      | 其 它                         | 碎浪暗沙                                                       | [] 错误：{{Lang}}：无文本（帮助） | [] 错误：{{Lang}}：无文本（帮助） | [] 错误：{{Lang}}：无文本（帮助） | [] 错误：{{Lang}}：无文本（帮助）   | 无     | 7°11′N 114°49′E / 7.183°N 114.817°E             | -82         |                   |                  |
| 中 南 部                      | 其 它                         | 弹丸礁                                                         |                                   |                                   |                                   |                                     | [ 48 ] | 7°22′20″N 113°50′30″E / 7.37222°N 113.84167°E   | 3.0         | 10（人工）        |                  |
| 中 南 部                      | 其 它                         | 皇路礁                                                         |                                   | [] 错误：{{Lang}}：无文本（帮助） | [] 错误：{{Lang}}：无文本（帮助） |                                     |        | 6°57′N 113°35′E / 6.950°N 113.583°E             | 0+          |                   | [ 43 ]           |
| 中 南 部                      | 其 它                         | 南通礁                                                         |                                   | [] 错误：{{Lang}}：无文本（帮助） | [] 错误：{{Lang}}：无文本（帮助） |                                     | [ 44 ] | 6°20′N 113°14′E / 6.333°N 113.233°E             | 0+          |                   |                  |
| 中 南 部                      | 其 它                         | 曾母暗沙                                                       |                                   | [] 错误：{{Lang}}：无文本（帮助） | [] 错误：{{Lang}}：无文本（帮助） |                                     |        | 3°58′26″N 112°20′56″E / 3.97389°N 112.34889°E   | -17.5       |                   | [ 為何？ ]       |
| 中 南 部                      | 其 它                         | 八仙暗沙                                                       |                                   | [] 错误：{{Lang}}：无文本（帮助） | [] 错误：{{Lang}}：无文本（帮助） | [] 错误：{{Lang}}：无文本（帮助）   |        | 3°57′N 112°17′E / 3.950°N 112.283°E             | -23.8       |                   | [ 為何？ ]       |
| 中 南 部                      | 其 它                         | 立地暗沙                                                       | [] 错误：{{Lang}}：无文本（帮助） | [] 错误：{{Lang}}：无文本（帮助） | [] 错误：{{Lang}}：无文本（帮助） | [] 错误：{{Lang}}：无文本（帮助）   |        | 3°58′N 112°17′E / 3.967°N 112.283°E             | -34.7       |                   | [ 為何？ ]       |

## 外部連結
- 南海發現之旅（清蔚園）
- 南海诸岛礁面积对比图 （页面存档备份，存于）
- 中国南海网